# Liste des voies de Nice

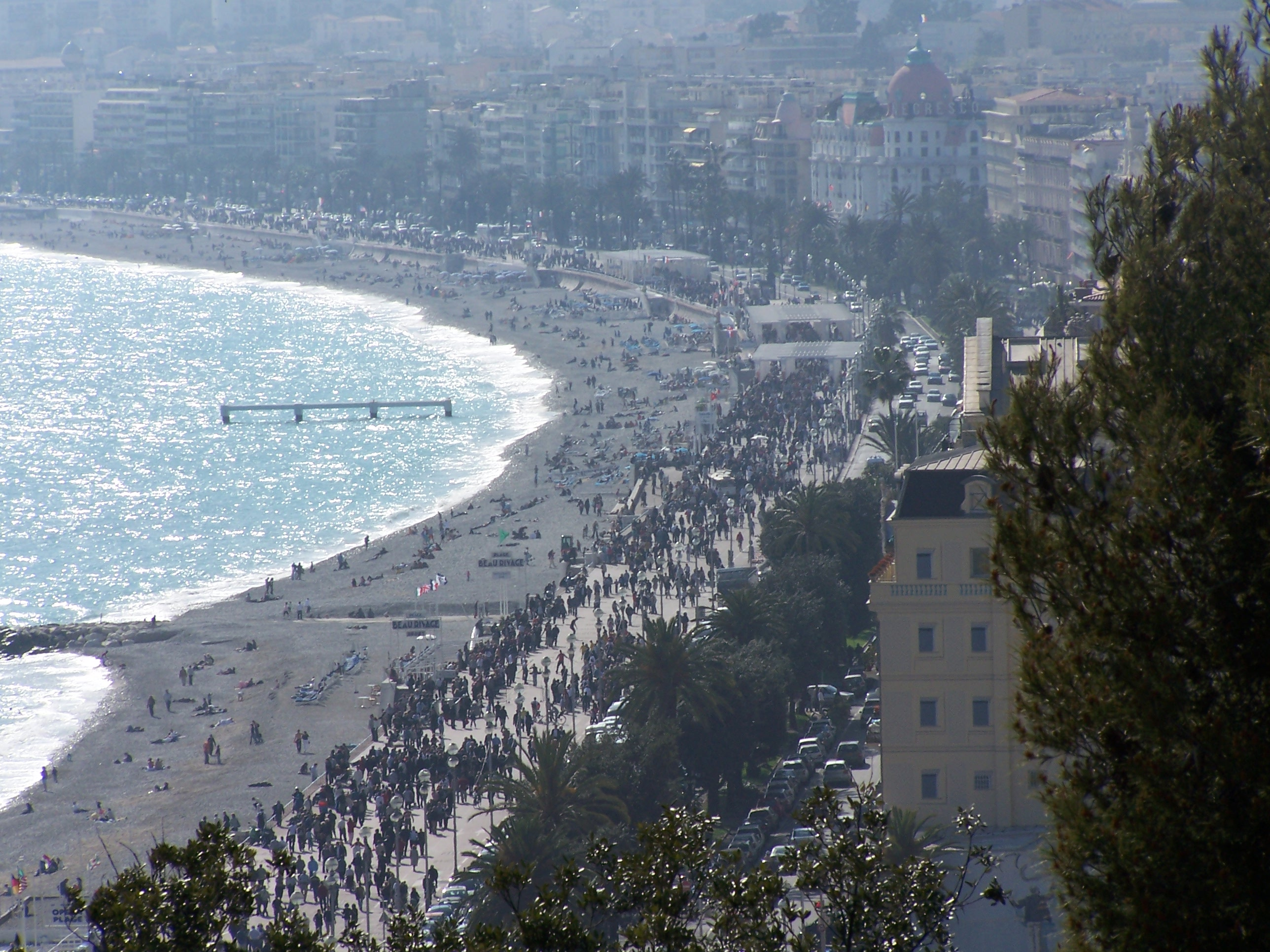
La promenade des Anglais, la rue la plus connue de Nice.

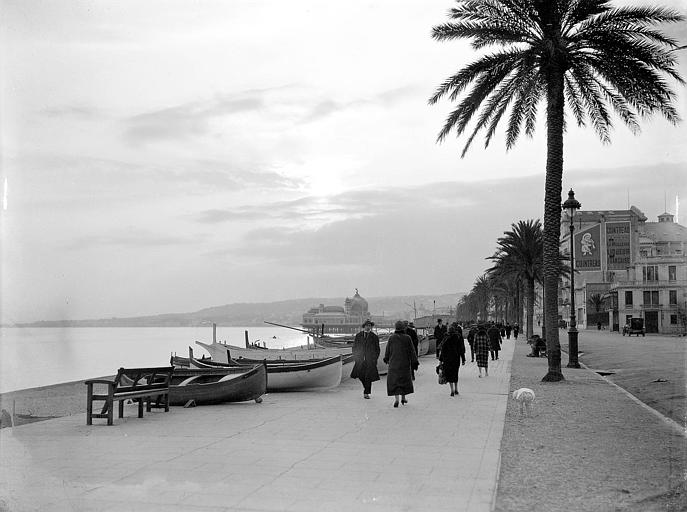
La promenade des Anglais vers 1925.

Cet article présente la liste des voies de Nice classées par ordre alphabétique. En 2003, Marguerite et Roger Isnard ont dénombré 1 789 voies à Nice. 

## Précisions sur le classement
- type de voie (rue, place, avenue, promenade...) : rejeté en fin d'appellation.
  - rue Sulzer classé à Sulzer (rue) : à chercher à la lettre S
- prénom : 
  - avenue Jean-Médecin classé à Jean-Médecin (avenue) : à chercher à la lettre J
- titre : 
  - avenue Maréchal-Foch classé à Maréchal-Foch (avenue) : à chercher à la lettre M
  - boulevard Général-Louis-Delfino classé à Général-Louis-Delfino (boulevard) : à chercher à la lettre G
- préposition et article : rejeté en fin d'appellation :
  - rue de France classé à France (rue de) : à chercher à la lettre F
  - promenade des Anglais classé à Anglais (promenade des) : à chercher à la lettre A
  - avenue de la Californie classé à Californie (avenue de la) : à chercher à la lettre C
- mais De n'est pas rejeté lorsqu'il est écrit avec une majuscule :
  - rue De Orestis classé à De Orestis (rue) : à chercher à la lettre D

| Sommaire : | - Précisions sur le classement - A - B - C - D - E - F - G - H - I - J - K - L - M - N - O - P - Q - R - S - T - U - V - W - X - Y - Z - Notes et références - Bibliographie |

## A
- Rue de l'Abbaye (CP : 06300 - vieille ville). Son nom provient de l’abbaye Saint-Pons de Nice ; cette ruelle en constituait le « centre administratif », loin des lieux de prière.
no 5 : maison Natta (à côté du bar des Oiseaux).

- Avenue Adolphe-Isnard (CP : 06000 - quartier Magnan-Madeleine). Adolphe Isnard est conseiller municipal de Nice au début du XXe siècle.
no 7 : palais Sainte-Thérèse, à proximité de l'église Sainte-Thérèse.

- Rue Alberti (CP : 06000 - quartier Carabacel).
no 21 bis : palais Eldorado.

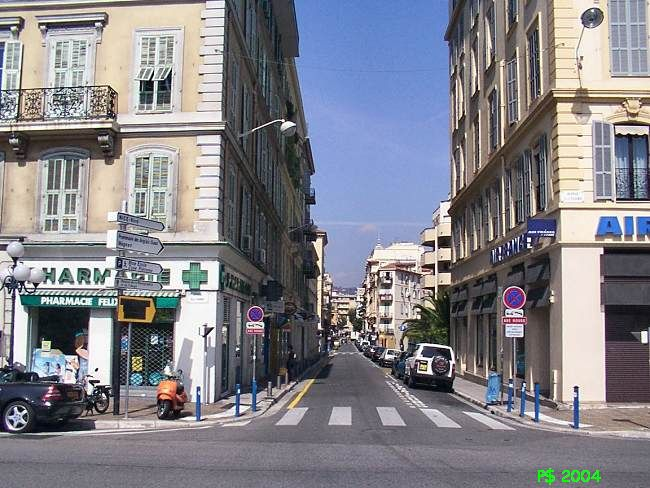
La rue Alberti à son départ de l'avenue Félix-Faure, direction nord.

- Avenue Alexandre-Ansaldi : nom parfois donné à l'avenue Ansaldi. Voir Ansaldi (avenue).

- Place Alexandre-Médecin (CP : 06100 - quartier Libération-Saint-Maurice). Anciennement place Saint-Maurice. Alexandre Médecin (1852-1911) est adjoint au maire de Nice de 1886 à 1890 et père de Jean Médecin.
no 1 : palais Les Lilas (à proximité de la rue des Lilas).
no 4 : palais Von der Wies (autres entrées 82 et 84 avenue Borriglione). Le palais porte le nom du Russe Paul von Derwies pour qui est édifié le château de Valrose situé à proximité. Cet ensemble de 40 logements (Didier Roman architecte, M. Baraness assistant) a été réalisé par la municipalité et fut livré en juillet 1999.

- Avenue Alfred-Leroux (CP : 06300 - quartier Riquier/port). Alfred Leroux est un homme politique de la Troisième République, propriétaire d'une villa dans ce secteur.
no 1 (coin du boulevard Carnot) : palais Bel Mare (Ch. et M. Dalmas architecte, Giacini entrepreneur), autre adresse 68 boulevard Carnot.

- Rue Alphonse-Karr (CP : 06000 - quartier des Musiciens). Alphonse Karr est un romancier et journaliste français. Il est à l'origine de la première Bataille des fleurs pendant le carnaval de Nice.
no 2 à no 8 (entrées H à A) : Le Palace.
no 27-29 : palais L'Escurial (Léonard Varthaliti architecte 1933). Nom dû à la proximité avec l'immeuble L'Escurial datant de 1900 et situé au 15 avenue Georges-Clemenceau.

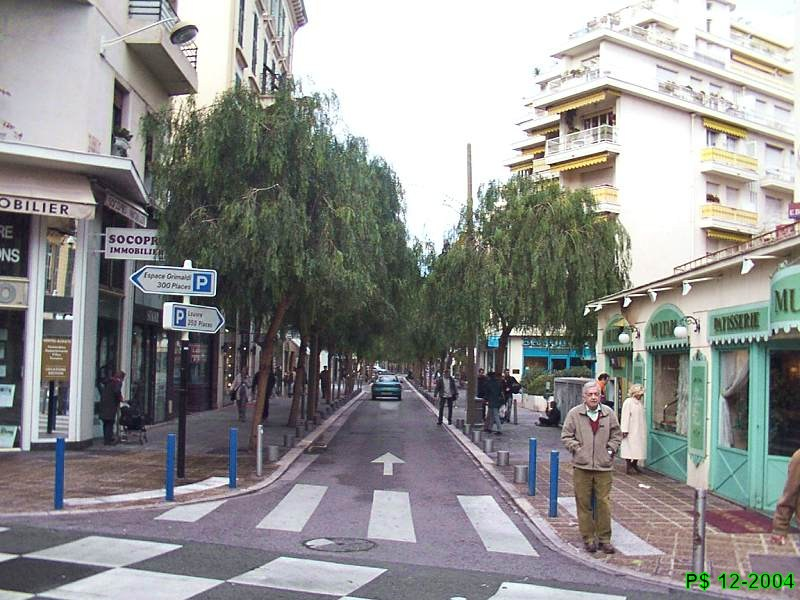
Avenue Alphonse Karr prise au début, angle de la rue de la Liberté, direction nord.

- Rue Amiral-de-Grasse  (CP : 06000 - quartier des Musiciens, nord, près du boulevard Gambetta). François Joseph Paul de Grasse, marquis de Grasse Tilly, comte de Grasse (1722-1788), né au château des Valettes du Bar (actuellement Le Bar-sur-Loup), est un officier de marine français. Il assume divers commandements lors des guerres de Succession d'Autriche et de Sept Ans avant de terminer sa carrière comme lieutenant-général lors de la guerre d'indépendance américaine.
no 11 : palais Martine.
no 16 : Héraclès ou copropriété palais Héraclès[2].

- Quai Amiral-Infernet (CP06300 - quartier du port) : nouveau centre des congrès Nicea construit, après la démolition de l'Acropolis[3],[4].

- Avenue André-Chénier (CP : 06100, quartier du Ray). André Chénier (1762-1794) est un poète et journaliste français.
no 1 : palais de Chambrun[2].

- Promenade des Anglais (CP : 06000 et 06200 - quartier des Musiciens, quartier des Baumettes, etc.). La voie la plus connue de Nice.

- Rue d'Angleterre (CP : 06000 - quartier des Musiciens).
no 10 : palais d'Angleterre.
no 11 : palais B. Aune : voir au 12 avenue Georges-Clemenceau.

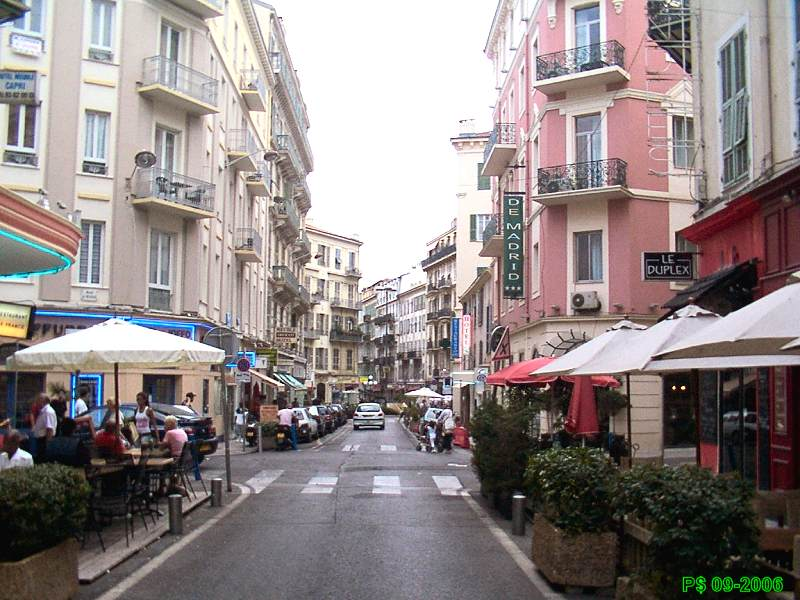
Rue d'Angleterre à son début avec ses restaurants, direction sud.

- Avenue Ansaldi (CP 06200 - va de la route de Bellet au boulevard de la Madeleine). Marguerite et Roger Isnard indiquent : « C’est une ancienne voie privée dont le nom proviendrait du comptable et lotisseur de la propriété Robiony dans laquelle elle a été tracée vers 1898. »[5]. Ce serait pendant le tournage d’Un tout petit prince de Radovan Tadic (1985) consacré à un mystificateur se faisant appeler « Alexandre Ansaldi » que le prénom Alexandre aurait été ajouté sur la plaque de rue[6].

- Avenue des Arènes-de-Cimiez (CP : 06000 - quartier Carabacel et quartier de Cimiez). Le nom de l'avenue des Arènes de Cimiez est couramment abrégé en avenue des Arènes.
no 4 : palais des Arènes (Civalleri et Delserre architectes), édifié en 1908.

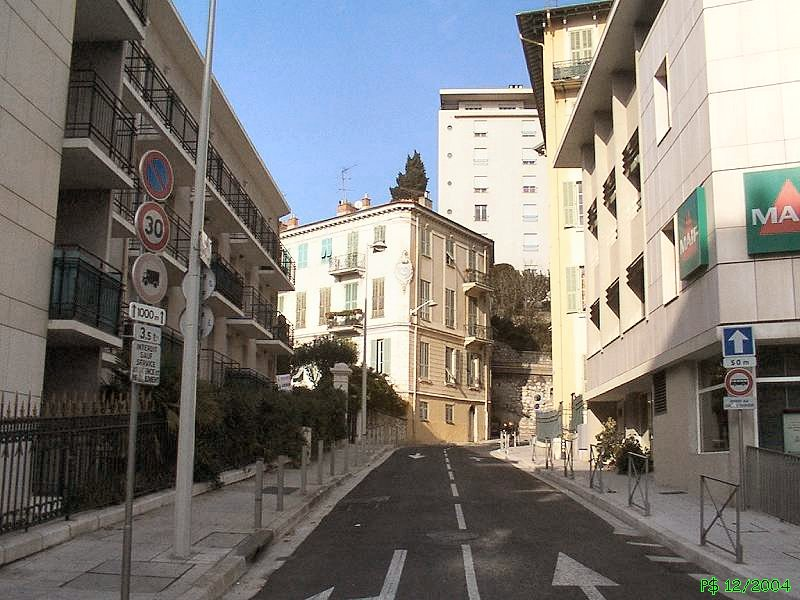
Départ de l'avenue des Arènes au niveau du boulevard Carabacel / Acropolis.
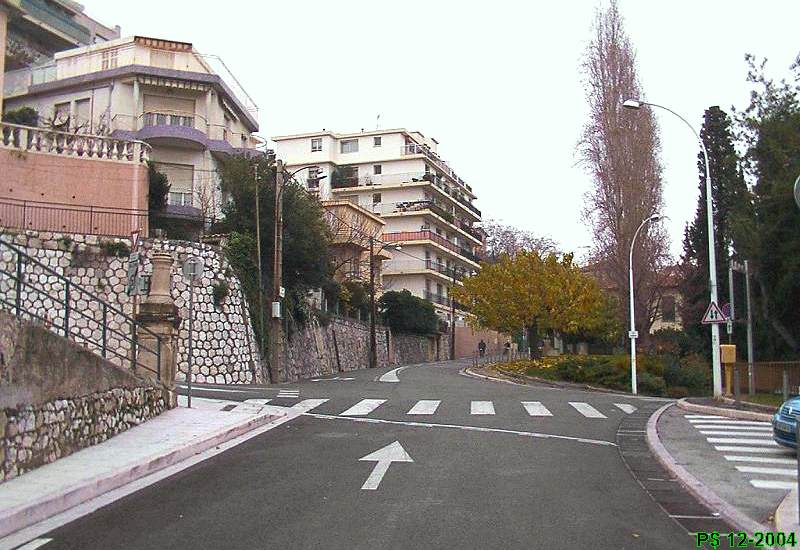
Avenue des Arènes, partie inférieure. À droite, carrefour pour descendre vers la vallée du Paillon, quartier de Cimiez, direction nord.
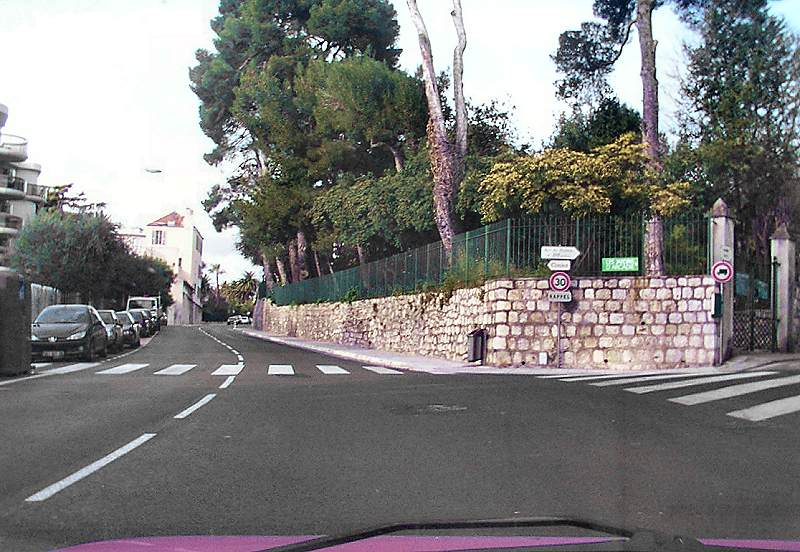
Avenue des Arènes, partie supérieure, près des arènes de Cimiez, quartier de Cimiez, direction nord.

- Boulevard de l'Armée-des-Alpes (CP : 06300 - quartier Saint-Roch). Dans la continuité du boulevard de Riquier au-delà du pont de la voie de chemin de fer, il s'appelait auparavant boulevard Bischoffshein sur cette section. Il continue par le boulevard Saint-Roch. Le nom rappelle les unités qui combattirent les troupes italiennes en 1940; des niçois pour une grande partie.

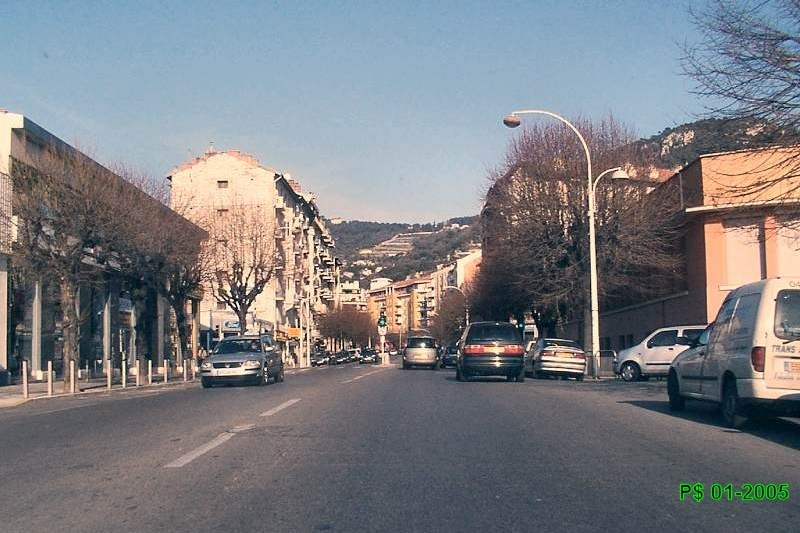
Boulevard de l'Armée-des-Alpes, direction N.

- n°20-22-24-26 : Le Grand Palais,« a été inauguré le 15 avril 2003 par Monsieur Jacques Peyrat sénateur maire de la ville de Nice et Monsieur François Bertière président-directeur général de Bouygues Immobilier ».

- Place de l'Armée-du-Rhin : anciennement place Risso - 06300, quartier Riquier

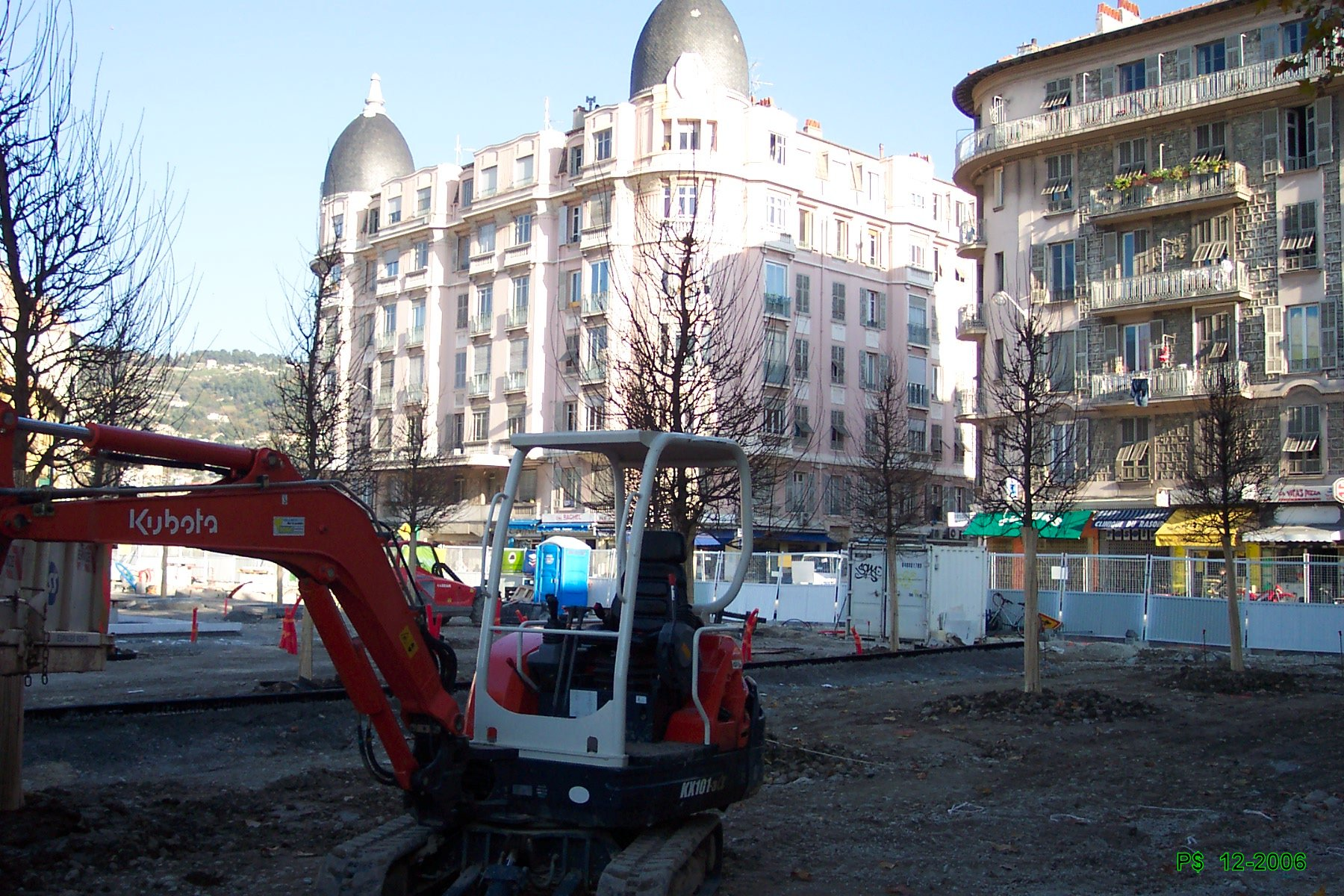
La place en pleins travaux de réhabilitation avec le tramway en construction.

- n°3 : Palais de L'Esplanade. Autres entrées 1 et 3 rue Thaon de Revel ; autre entrée encore au 3 boulevard Pierre-Sola. Le nom du palais fait allusion à la couverture du Paillon. Dû à Honoré Aubert : 1929-1930. Aussi appelé, semble-t-il, « Palais Risso ».

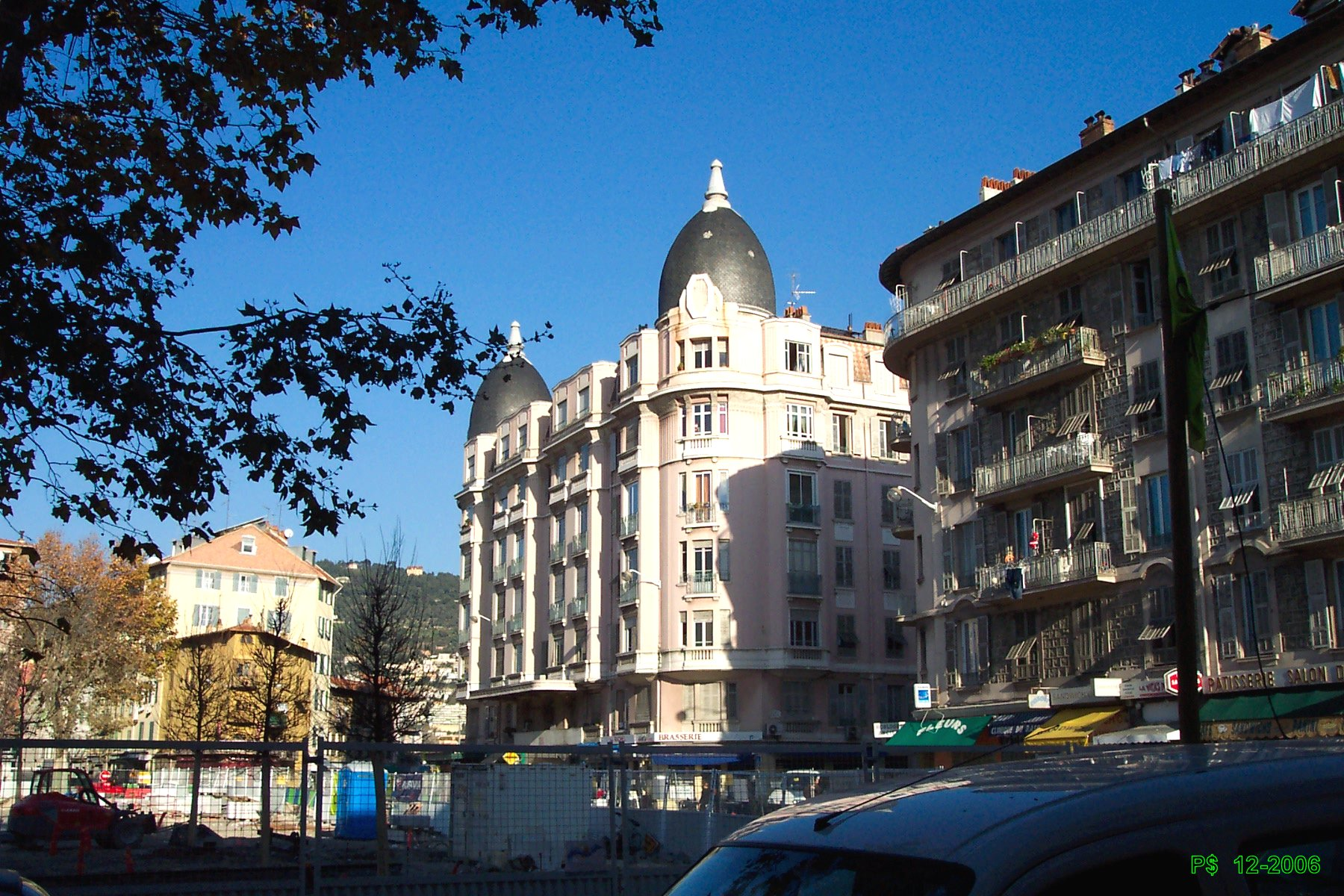
Le Palais de l'esplanade, place de l'Armée du Rhin.

- Arson : voir Arson (place) et Arson (rue). Nom d'une famille niçoise.
- Arson (place) : 06300. quartier Riquier

Ces terrains agricoles et arborés furent cédés à la ville par la famille Arson qui demanda qu'on mentionne son nom.

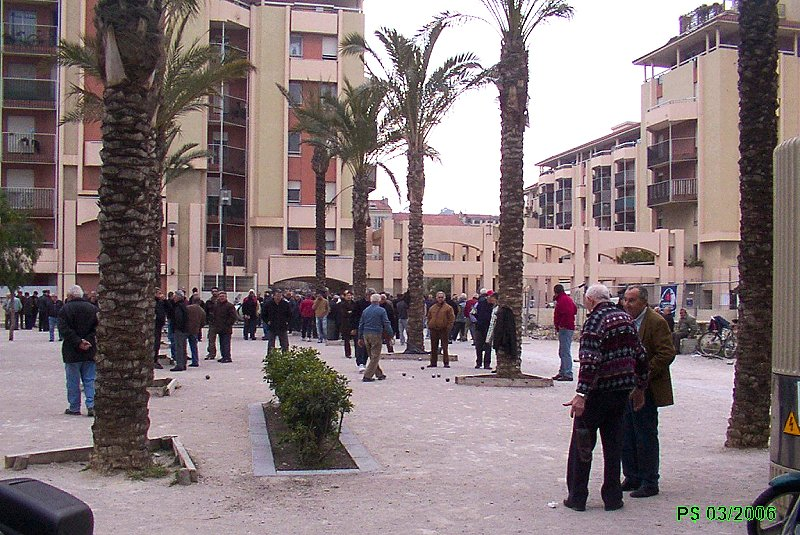
La place Arson : haut-lieu des boulistes niçois. Vue vers le Sud. La Rue Barla se situe 50 mètres après les arcades. Ces bâtiments remplacent l'ancienne manufacture des tabacs de Nice.

- Rue Arson : 06300. 
Axe Nord-Sud, du quartier Saint-Roch au port. Il y a longtemps, coulait un canal sur l'emplacement de la rue où tournaient des moulins...

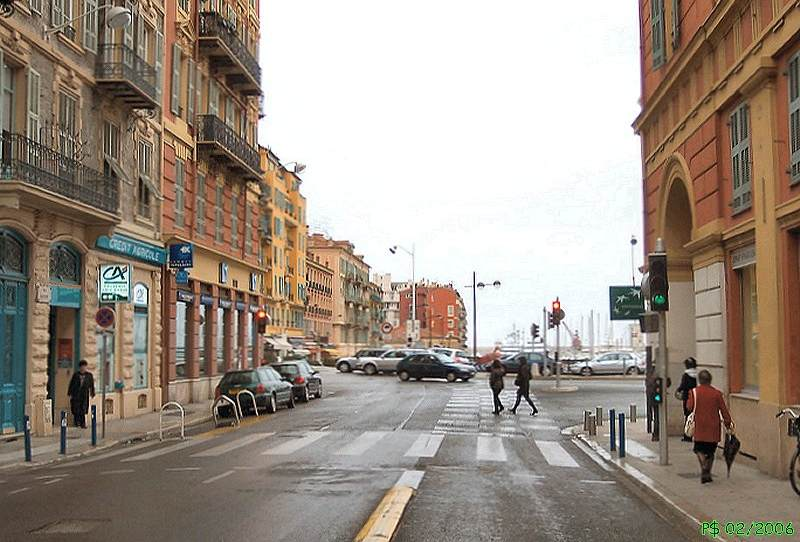
Arrivée méridionale sur le port

- Rue Assalit : 06000, quartier Carabacel

Guillaume Assalit fut podestat de la ville de Nice en 1108, puis plus tard Consul de la villede Nice. Peu ou pas de renseignement, hélas!

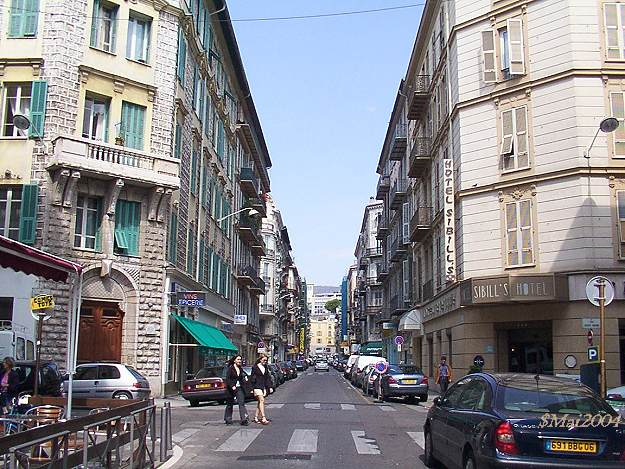
La rue Assalit, peu après l'avenue Jean-Medecin, direction Est.

- n°1 (coin avenue Desambrois) : Palais Desambrois

- Avenue de l'Assomption : 06100, quartier du Ray. 
Le nom provient de l'ancienne proximité avec le couvent de l'Assomption. Le couvent fut détruit au profit d'un lotissement.
n°6 : Petit Palais Charles
n°9 : Palais Colomba
- Rue Auber : 06000, quartier des Musiciens
n°3 : 1882 ; Joseph Kessel y habita. Ce Palais Second Laguzzi est dû à Albert Bérenger.
n°9 : Palais Saint-Saëns : Camille Saint-Saëns
n°30 : Palais Gismonde
n°34 : Palais de Navarre
n°38 : Palais Hispania : Richard Laugier Arch. DPLG 1932

- Rue Auguste-Gal : 06300, Quartier de Riquier

Ce niçois (1806-1883) était négociant en huiles et conseiller municipal. Sa famille offrit des terrains à la ville à condition qu'une rue porte son nom.
- n°48 : Palais Berthe

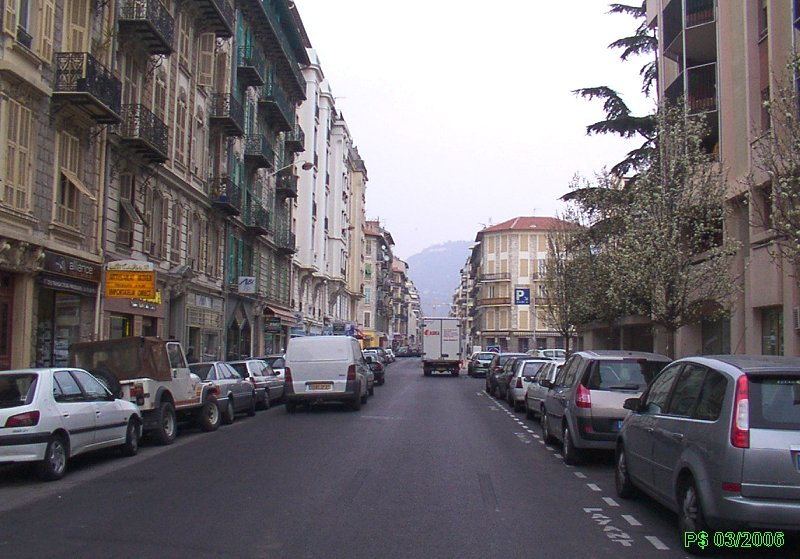
Rue Auguste-Gal au départ de la rue Barla, vers le NE.

- Boulevard Auguste-Raynaud : 06100, quartier Saint-Maurice
n°32 : Palais Mirabel
- Auguste Valensin : voir à Père-Auguste-Valensin

| Sommaire : | - Précisions sur le classement - A - B - C - D - E - F - G - H - I - J - K - L - M - N - O - P - Q - R - S - T - U - V - W - X - Y - Z - Notes et références - Bibliographie |

## B
- Rue Balbi (CP : 06100) : quartier Saint-Maurice/Valrose. Les Balbi sont une famille de musiciens propriétaires de terrains dans le quartier. Louis (à Milan), Antoine Louis (Nice,1889- ???), Julien, compositeur vers Milan, son fils (Berre, 1918 -) et Marie, sa petite-fille.

no 10 : les auteurs (Paul Castellea) parlent du Palais Jacqueline pour ce qui est en fait la Villa Jacqueline.
- Banville : voir à Théodore-de-Banville

- Avenue Baquis (CP : 06000) : quartier des Musiciens - Riche famille du quartier qui offrit des terrains à la ville. La villa Baquis se trouvait au 10 rue du Temple à Brancolar, louée à l'aristocratie russe (Marie Bashkirtseff y séjourna vers 1870).

no 11 bis : Palais Mozart. À proximité de la place Mozart.

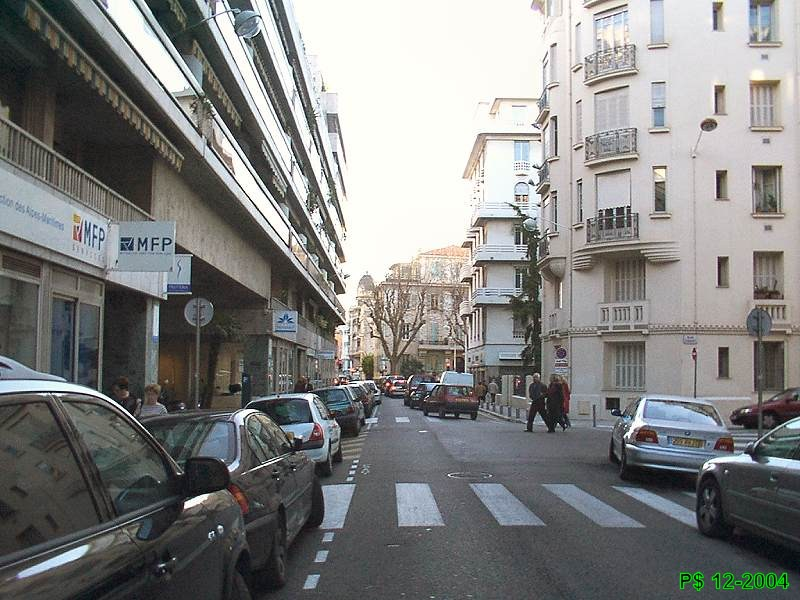
Avenue Baquis, direction Sud Nice, quartier des Musiciens.

- Barel : voir à Max-Barel (place) et à Virgile-Barel (boulevard). Max Barel est le fils de Virgile Barel.

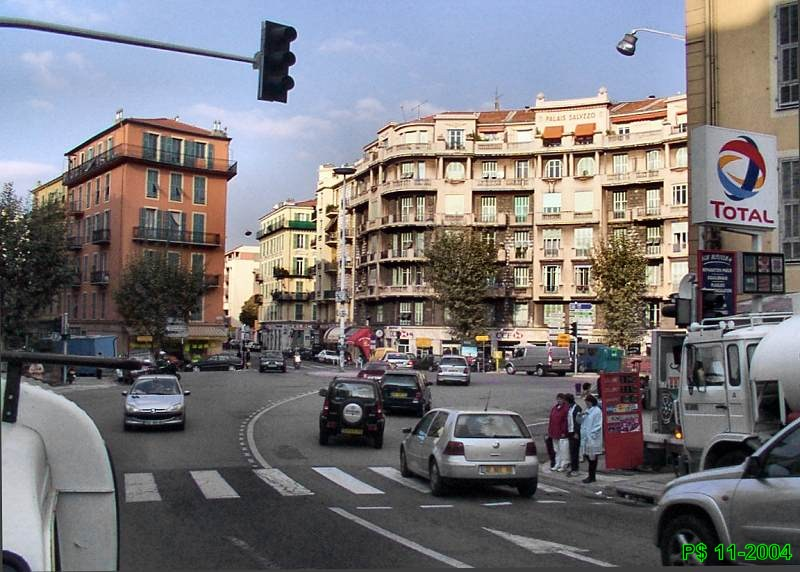
Place Max Barel. Prise de vue en arrivant de la moyenne corniche, direction nord-ouest.
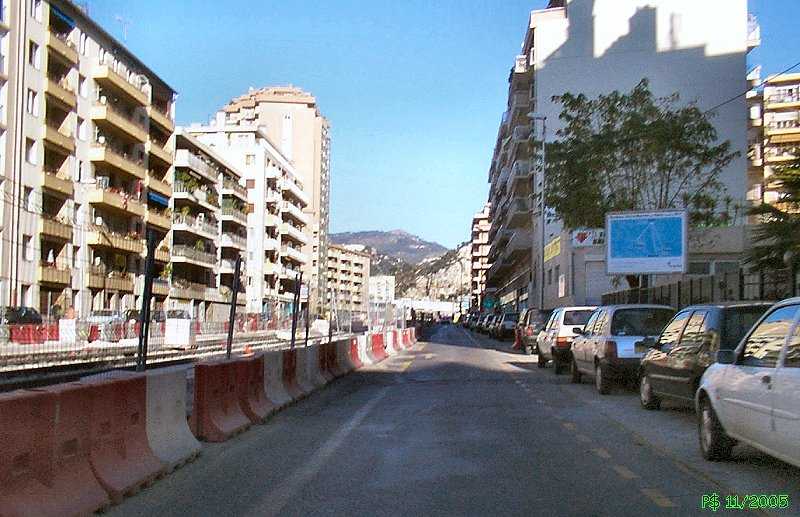
Boulevard Virgile Barel en direction du nord.

- Bares : voir à Jean-S.-Bares

- Rue Barla (CP : 06300) : quartier de Riquier/quartier du port. Jean-Baptiste Barla est un naturaliste niçois.

no 39 : Palais Saluzzo A : entrée principale au 1 place Max-Barel.

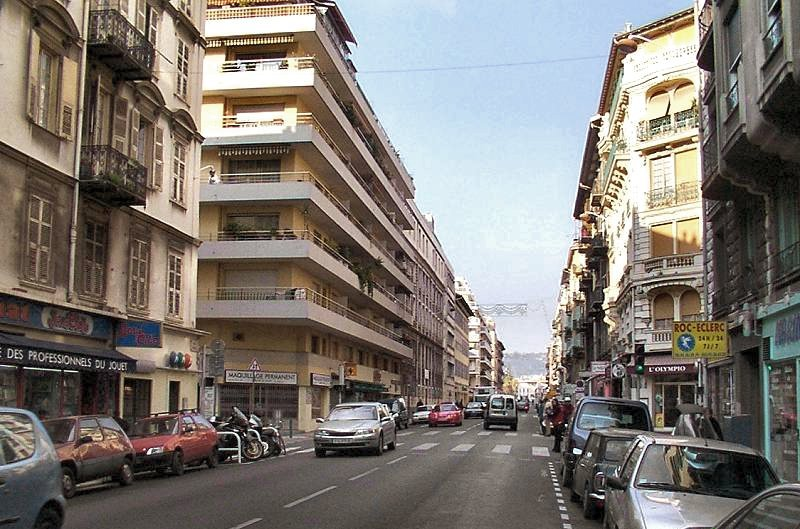
Rue Barla, vue du sud vers le nord.
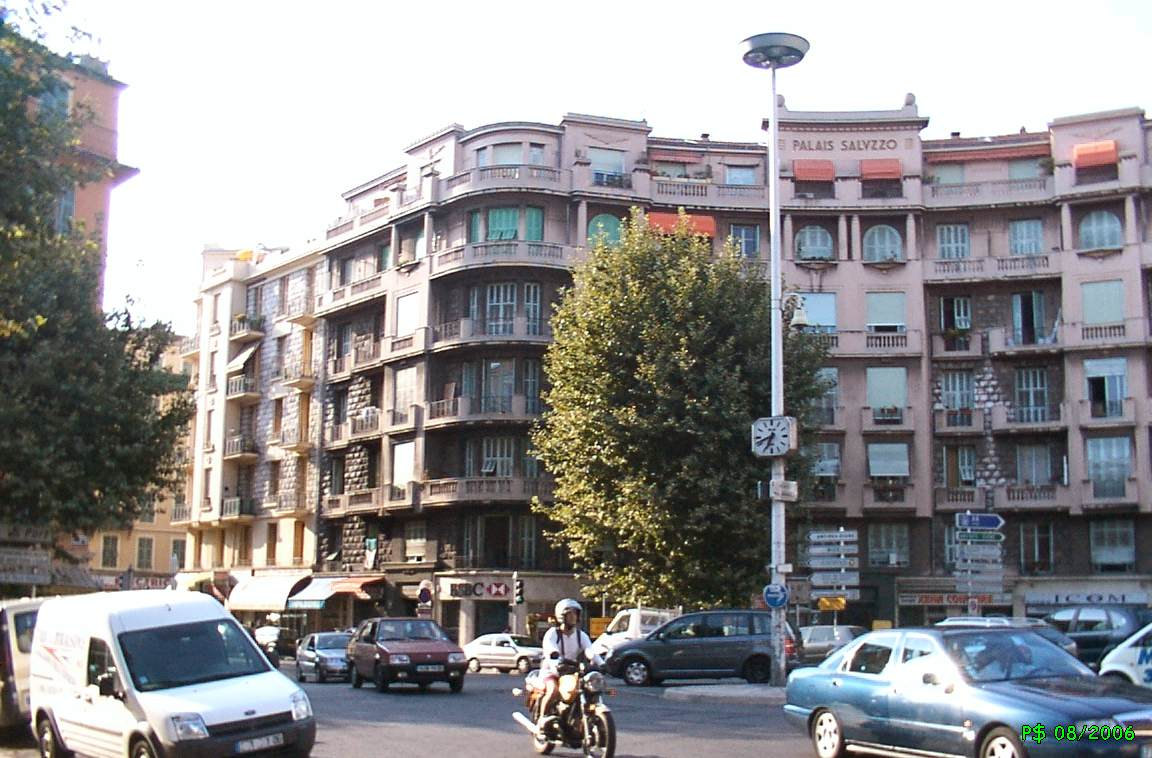
Palais Saluzzo A, vue générale.

- Rue Barralis (CP : 06000)

- Avenue des Baumettes : 06000, quartier des Baumettes :
n°1 : Palais Véga : astronyme
n°3 : Palais Mira : astronyme
n°29 : Palais Los Angeles
- Rue Bavastro : 06300

Bavastro fut un corsaire sous l'empire.

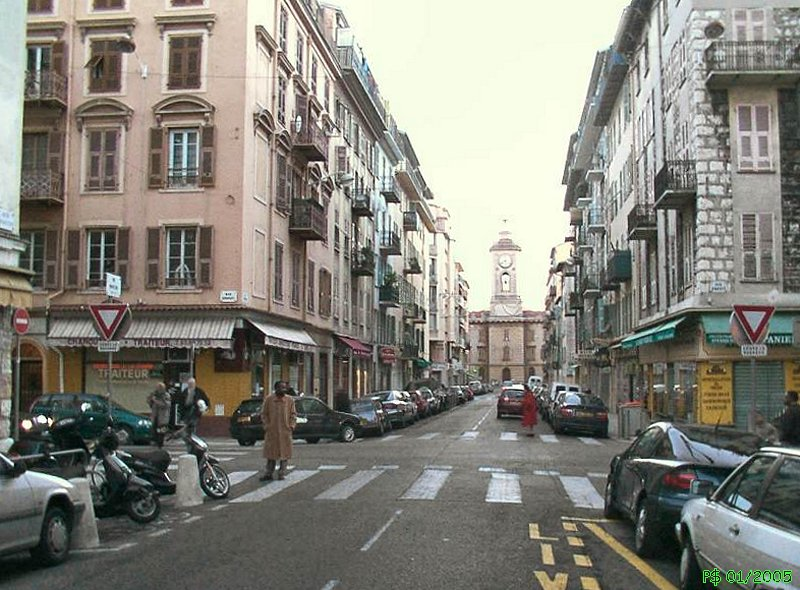
La rue Bavastro en direction de l'église du port

- Avenue Beaulieu : aujourd'hui avenue Maréchal-Foch. Beaulieu est ici à comprendre beau lieu et non Beaulieu-sur-Mer.
- Rue Beaumont : 06300, quartier de Riquier :

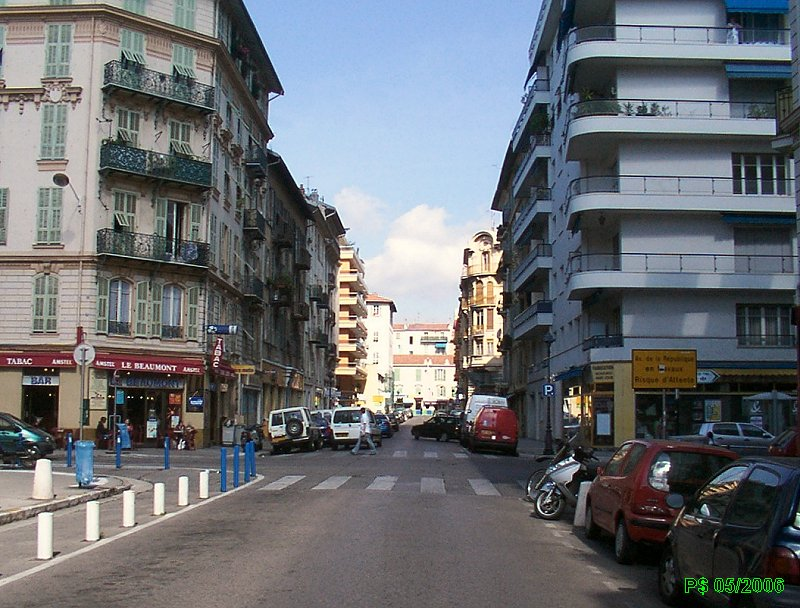
Rue Beaumont, vers le NW, direction rue de-la-république

- n°7 bis : Palais Beaumont : lettres L et C en fer sur la porte
n°17 : Palais St Joseph : face à l'église Saint-Joseph. Images : Vue générale.
- Avenue Beausoleil : 06000 ; à comprendre beau soleil et non Beausoleil (commune des Alpes-Maritimes).
- Rue de Belgique : 06000, quartier des Musiciens.
n°11 et 13 : Palais de Belgique : ancien hôtel
- Place Bellevue: aujourd'hui place Guynemer. On y a une belle vue sur le Port. Quartier du port.
- Avenue de Bellevue : 06000, quartier Saint-Maurice
28 bis (coin rue Molière) : Palais Molière
n°30 : Palais Montclair : à proximité de l'avenue Montclar
n°32 : Palais Bellevue : nom de la rue
n°42 : Palais Alexandre
n°54 (coin boulevard Auguste-Raynaud) : Palais Auguste Raynaud
- Rue Benoît-Bunico : Vieux-Nice : porte le nom de Benoît Bunico
- Bergondi : voir à : Constantin-Bergondi (rue)
- rue Berlioz : 06000, quartier des Musiciens :
n°7 : Palais Fausta
n°18 : Palais Bouteilly
n°19 : Palais Mirafiori
n°21 : Palais de l'Harmonie
n°26 : Palais Cellini
- Besset : voir à Cyrille-Besset
- Bieckert : voir à Émile-Bieckert
- Rue Biscarra : 06000, quartier Carabacel - nommé d'après Jean-Baptiste Biscarra
n°9 : Palais Biscarra
- Boulevard Bischoffsheim : 06300, quartier Saint-Roch : Raphaël Bischoffsheim
n°86 : Palais Saint Charles signalé par l'Annuaire du téléphone 2004
- Blacas (rue) : du nom d'un troubadour : 06000, quartier Carabacel
n°8 (coin rue Pastorelli) : lettres M et L en fer entrelacées au-dessus de la porte. Les auteurs parlent du Palais Marie Lévy qui valut à Dalmas d'être primé en 1906.

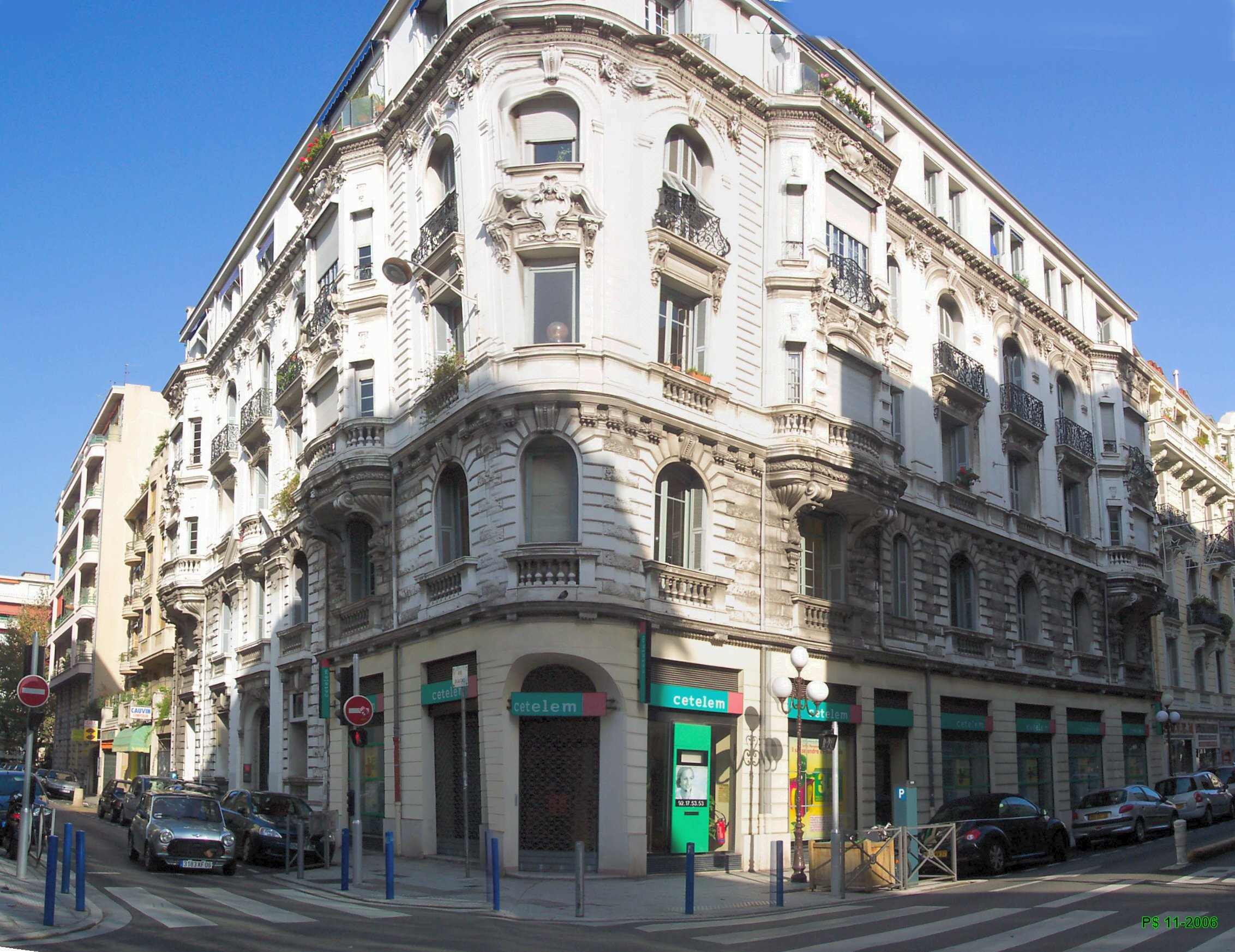
Palais Marie-Levy, 8 Rue Blacas Vue générale, prise de vue vers NE
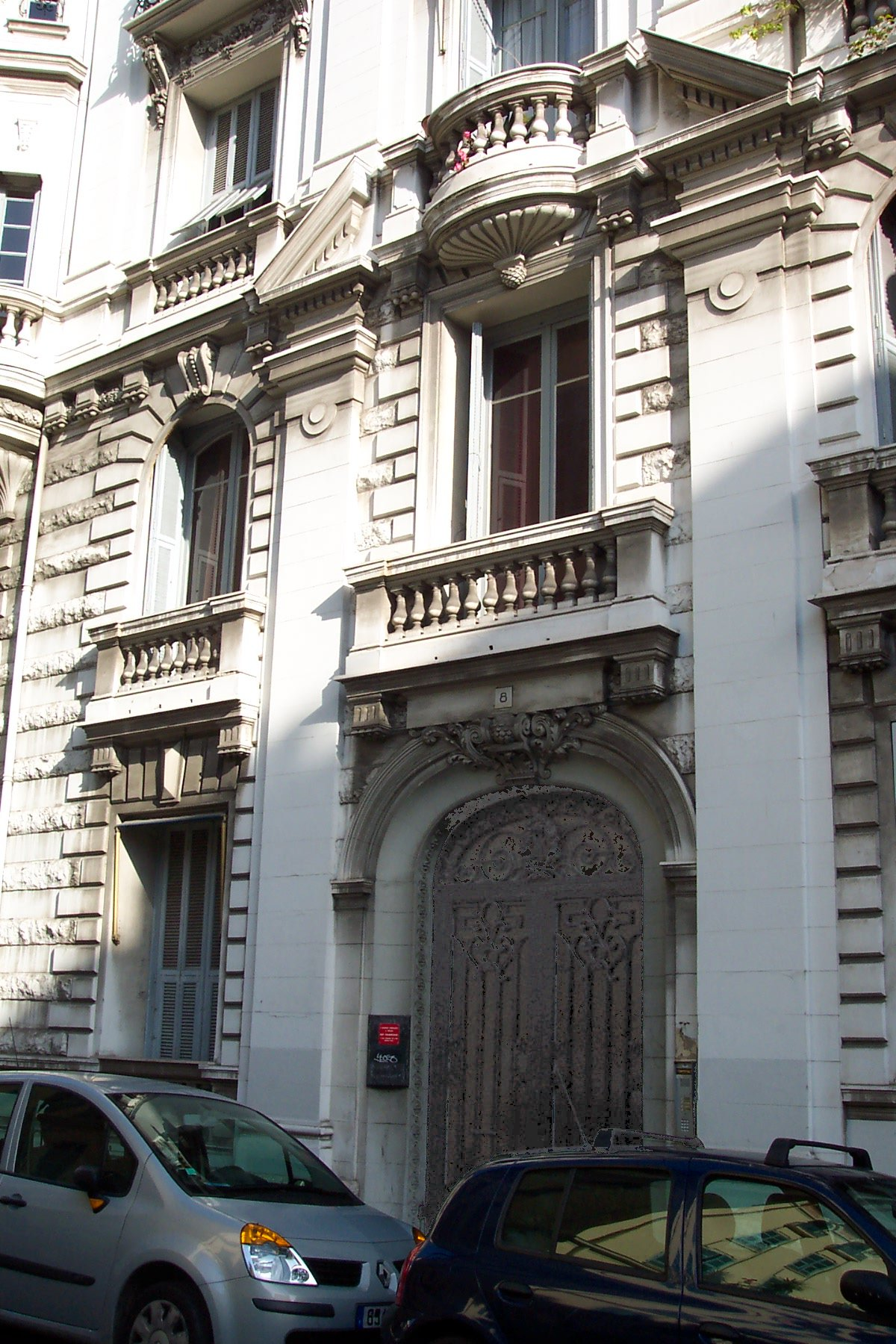
Détail de la porte d'entrée du Palais Marie-Levy (traitement pour faire ressortir les détails de l'ombre)

- n°9 : Palais Pierre Clérissy

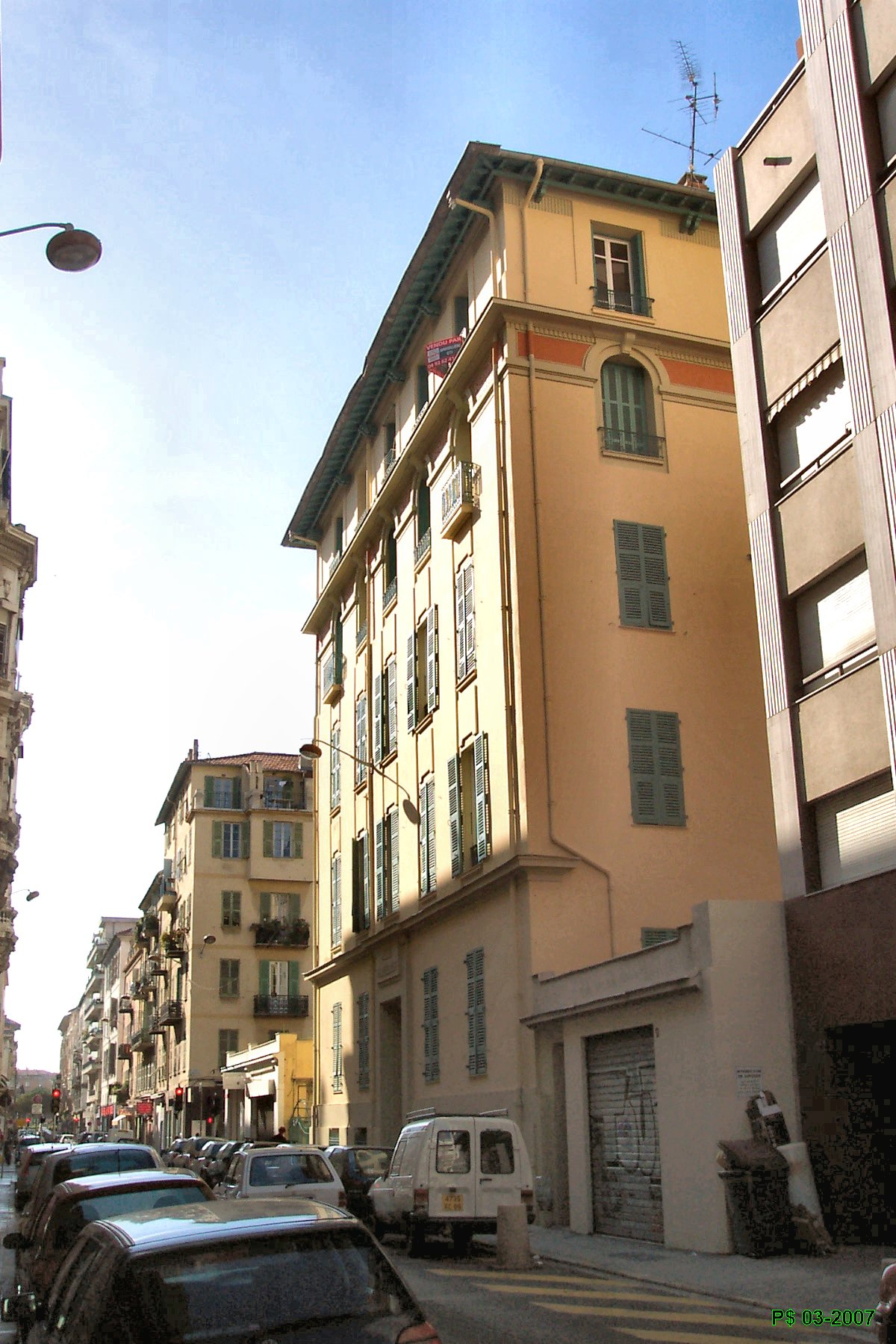
Vue Générale
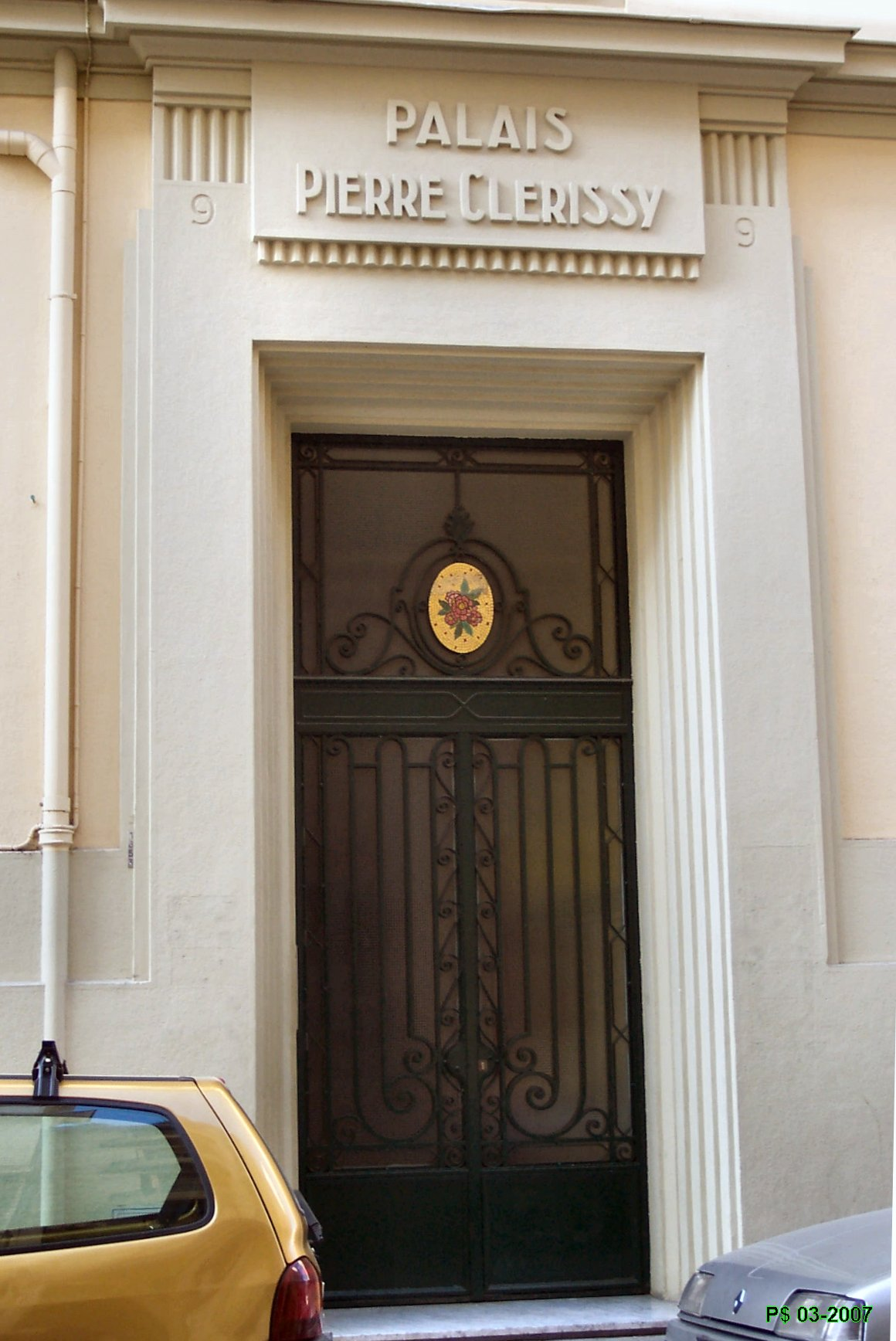
La porte d'entrée nominative
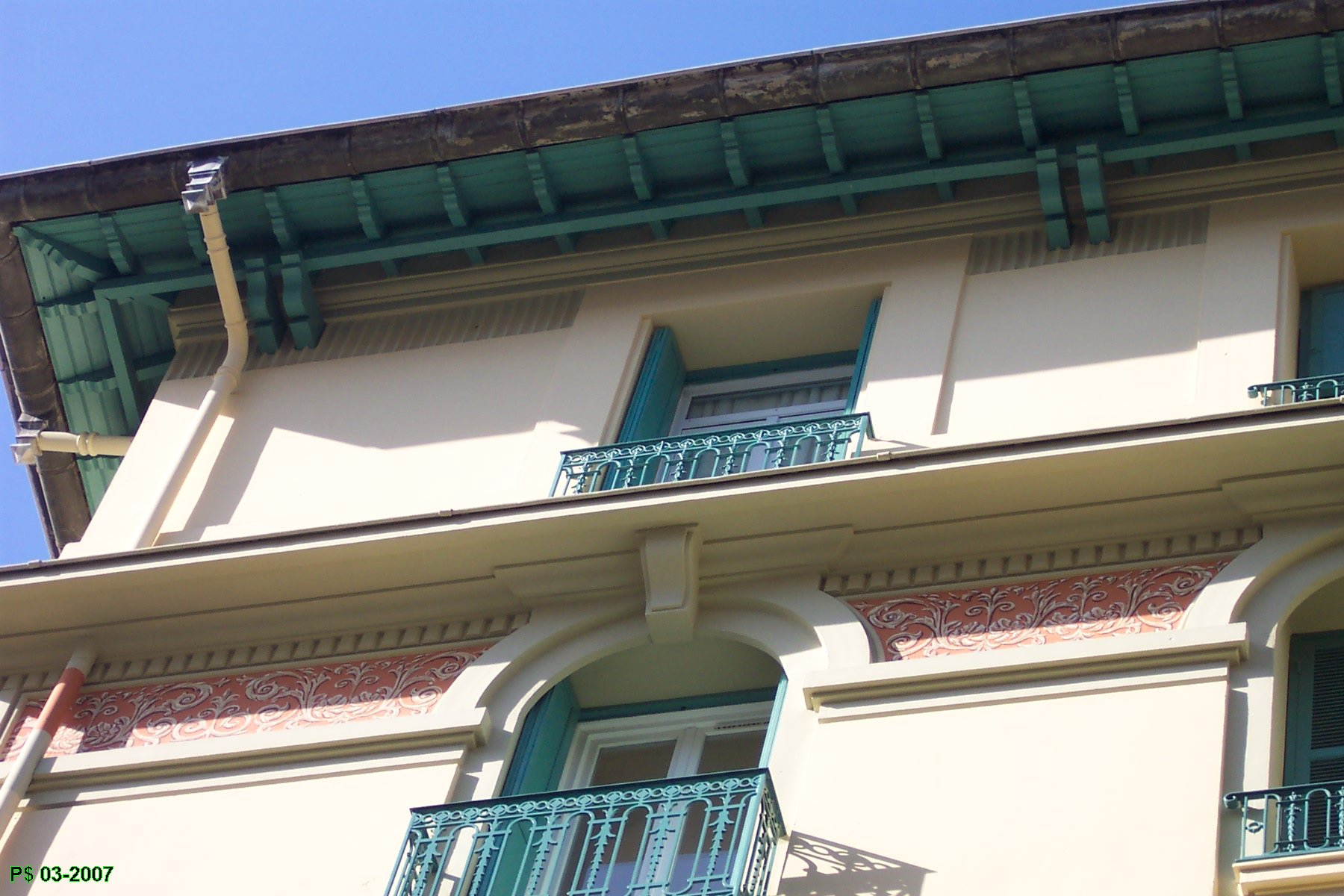
Détail de la frise
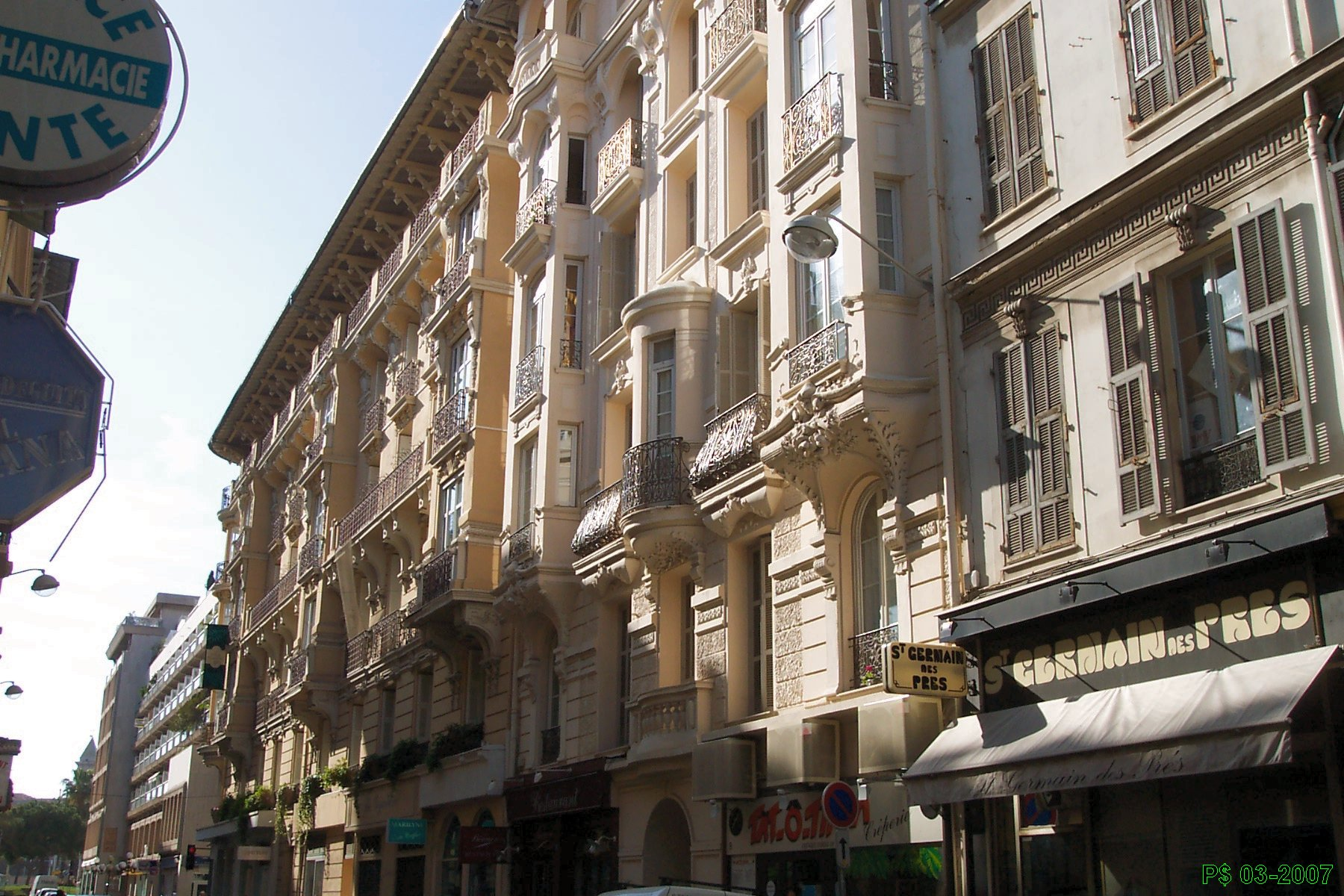
Les immeubles adjacents sont tout aussi beaux

- n°10 : Palais Blacas : R. Livieri architecte 1936 ; Cagnoli & Olmi entrepreneurs 1936.
- Rue des Boers : 06100, quartier Saint-Maurice
n°8 : Palais Christine
- Rue du Bois-de-Cythère : 06000, quartier du Piol
n°2 : Cythère Palace
- Bonheur : voir à Rosa-Bonheur
- Avenue Alfred-Borriglione : Alfred Borriglione fut maire de Nice : 06100, quartier Saint-Maurice
n°[15] : Palais Michel-Ange : cet immeuble aujourd'hui anonyme figure sous ce nom dans un plan de 1910 avec la mention « propriété Basso ». Proximité avec la rue Michel-Ange.
n°16 : Palais Soledor
n°28 : Palais Golstadt : cet immeuble aujourd'hui anonyme figure sous ce nom dans un plan de 1910. Situé à l'angle de la rue Lippert, aujourd'hui rue Vincent Fossat.
n°36 : Palais Renaissance
n°39 : Palais Louise, 1911 : à l'angle de la rue Parmentier
n°78-78 bis : Palais St Maurice : nom du palais dû à la proximité avec la place Saint-Maurice (devenue la place Alexandre Médecin)
n°82 et 84 : Palais Von der Wies (entrée principale 4 place Alexandre-Médecin)
n°87 : Le Petit Palais
- Bosio : voir à : Raoul-Bosio (rue) : 06300. Anciennement rue de la Terrasse.
- Bounin : voir à Paul-Bounin
- Petite avenue Bouteilly : voie de 108 mètres de longueur entre la rue Rossini (n° 45) et la rue Verdi (n° 24)
- Bridault : voir à Emmanuel-Bridault
- Avenue Buenos-Ayres : 06000, quartier du Piol/Gambetta
n°11 : Buenos Aires Palacio
- Rue de la Buffa : 06300, quartier des Musiciens : du nom de ce quartier de Nice
n°20 (angle rue Dalpozzo) : Palais du Midi (inscription au pochoir)
n°22 (angle rue Dalpozzo) : Palais de la Buffa
n°55 (angle rue de Rivoli) : Palais Rialto

| Sommaire : | - Précisions sur le classement - A - B - C - D - E - F - G - H - I - J - K - L - M - N - O - P - Q - R - S - T - U - V - W - X - Y - Z - Notes et références - Bibliographie |

## C
- Cadei : voir à Joseph-Cadei
- Rue Caffarelli : 06000, quartier des Baumettes, vers le boulevard Gambetta
n°6 (angle rue François-Aune) : Palais St Martin
n°24 (angle avenue Shakespeare) : Palais Shakespeare : Civalleri & Delserre, 1909
- Avenue de la Californie : 06200. Après la ruée de 1849 on a appelé Californie des lieux habités excentrés.
n°4 : entrée anonyme et présence de deux dômes : Palais des Dômes pour l'Annuaire du téléphone 2004
n°11 : Palais Magnan : Magnan est un quartier de Nice
n°19 : Palais Monty : autre entrée 129 bis promenade des Anglais
n°39 B[is] : Palais Doria
n°75 : G. Dikansky arch., 1927 : autre entrée mais anonyme de La Couronne alias Palais La Couronne : voir au 167 promenade des Anglais. En face on remarque un Garage de la Couronne.
- Avenue du Cap-de-Nice : 06300, quartier du Mont-Boron
n°7 : Palais d'Azur
- Carabacel : voir Carabacel (boulevard) et ex Carabacel (place).
- Boulevard Carabacel : 06000, quartier Carabacel :
n° 6 : Palais Royal photos
n° 8 : L'Impérial Hôtel est l'ancienne ville Meyrargues photos
n°25 (angle rue Hôtel de Ville) : les auteurs signalent un palais Victor Debenedetti, 1908, dû à Jean-Baptiste Bonifassi
n°28 : Palais de Nice photos
n°39 (?) : Palais Lorenzi

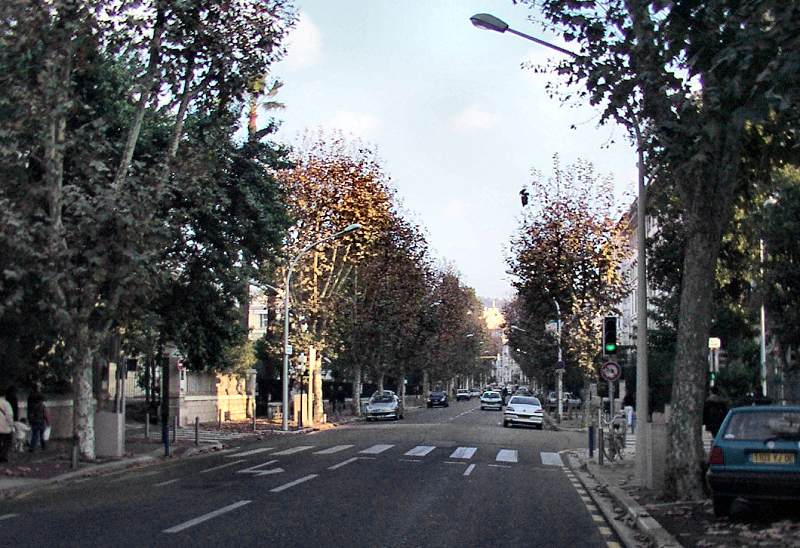
Le boulevard Carabacel, vers Acropolis

- Place Carabacel : aujourd'hui place Jean-Moulin
- Boulevard Carnot : 06300, quartier du Port / quartier Mont-Boron

|  |  |

- n°68 : Palais Bel Mare : entrée au 1 avenue Alfred-Leroux
- Square Carpeaux : 06100. Ce square est la partie résiduelle de l'ancien parc de Chambrun : quartier Saint-Maurice.
Un Palais de Glace est signalé par les auteurs ; il s'agit d'une patinoire édifiée en 1906 à l'intérieur du parc de Chambrun ; architecte F. Fratacci. Le « palais » a été détruit au lendemain de la Seconde Guerre mondiale. Ce bâtiment a servi d'« hôpital provisoire » pendant la Grande Guerre.
- Cassin : voir à René-Cassin. Quartier Arenas.
- Boulevard de Cessole : 06100, quartier Saint-Maurice/quartier du Ray ; famille Spitalieri de Cessole.
n°20 : Palais Stella
n°86 : Palais Pacifique
- Rue Chantal : 06100, quartier Saint-Maurice, vers "la Dominante"
n°82 : Le Palazzetto
- Charpentier : voir à Marc-Antoine Charpentier
- Avenue Châteaubriand : 06100, quartier du Ray/ Chambrun
n°19 : Palais de Trinchieri
- Rue de Châteauneuf : 06000, quartier Baumettes (tout au nord)
n°5 : Palais Gaulois : un coq gaulois surmonte la porte
n°6 : Spring Palace : le « palais de printemps »
n°10 : Winter Palace : Trelle architecte 1913 : ce « palais d'hiver » rappelle que les touristes furent autrefois des hivernants à Nice
n°12 : Sunbeam Palace : Trelle architecte 1925 : « palais du rayon de soleil »
n°14 : Star Palace : Trelle architecte 1924 : « palais de l'étoile »
n°16 : Emelyne Palace : Trelle architecte 1923
n°18 : Pax Palace : Trelle architecte 1914-15-16 ; autre entrée au 9 rue Cluvier
n°21 : Palais Marie
- Chénier : voir à André-Chénier
- Boulevard de Cimiez : 06O00, quartier de Cimiez
n°2 : Images : Grand et Petit Palais, vue d'ensemble.
  - Grand Palais (le).
  - Petit Palais : bureaux commerciaux

n°5 et 7 : Cimella L'Aiglon
  - n°7 : Palais L'Aiglon (Annuaire du téléphone 2004).

n°15 : Palais de Valence : sans doute Valence (Espagne)
n°38 : Palais Buisine : ... Biasini architecte 1906
n°39 : Riviera Palace
n°53 (coin du boulevard Prince de Galles) : Palais Prince de Galles
n°82 : Winter Palace
n°110 : Copropriété Palais Victoria signalé par l'Annuaire du téléphone 2005

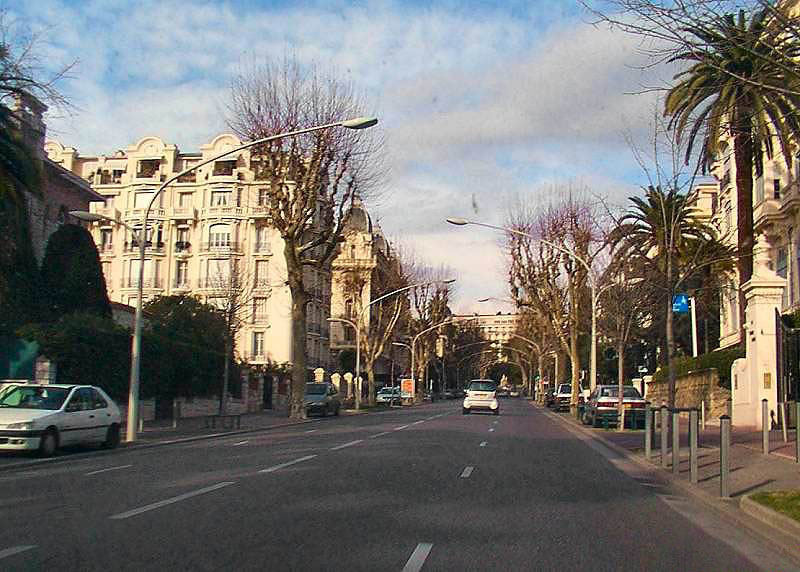
Le Boulevard de Cimiez à mi-hauteur, vers la colline de Cimiez, direction NW. À gauche, le palais Prince de Galles

- Clemenceau : voir à Georges-Clemenceau. Quartier des Musiciens.
- Rue Clément-Roassal : 06000, quartier liberation / Vernier
n°11 : Palais Marie Miette.
n°16 et 18 : Palais de l'Industrie : l'immeuble comporte des entrepôts du côté de l'ancienne gare du Sud
n°21 (coin rue Miollis) : Palais Nicæa : Nicæa ou Nicaea est le nom de Nice en latin
- Rue Cluvier : 06100, quartier Tzarevitch
n°9 : Pax Palace : voir au 18 rue Châteauneuf
- Rue Colonel-Gassin . À distinguer de « rue Louis-Gassin ».
- Rue Colonna-d'Istria : 06000. Porte le nom de Jean-Baptiste Colonna d'Istria, évêque de Nice en 1802.

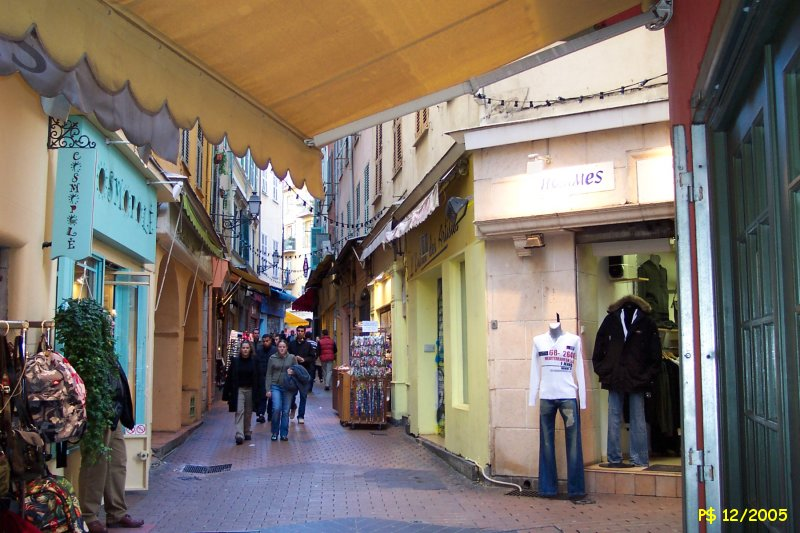
Rue du Collet

- Rue du Collet - Vieille ville.

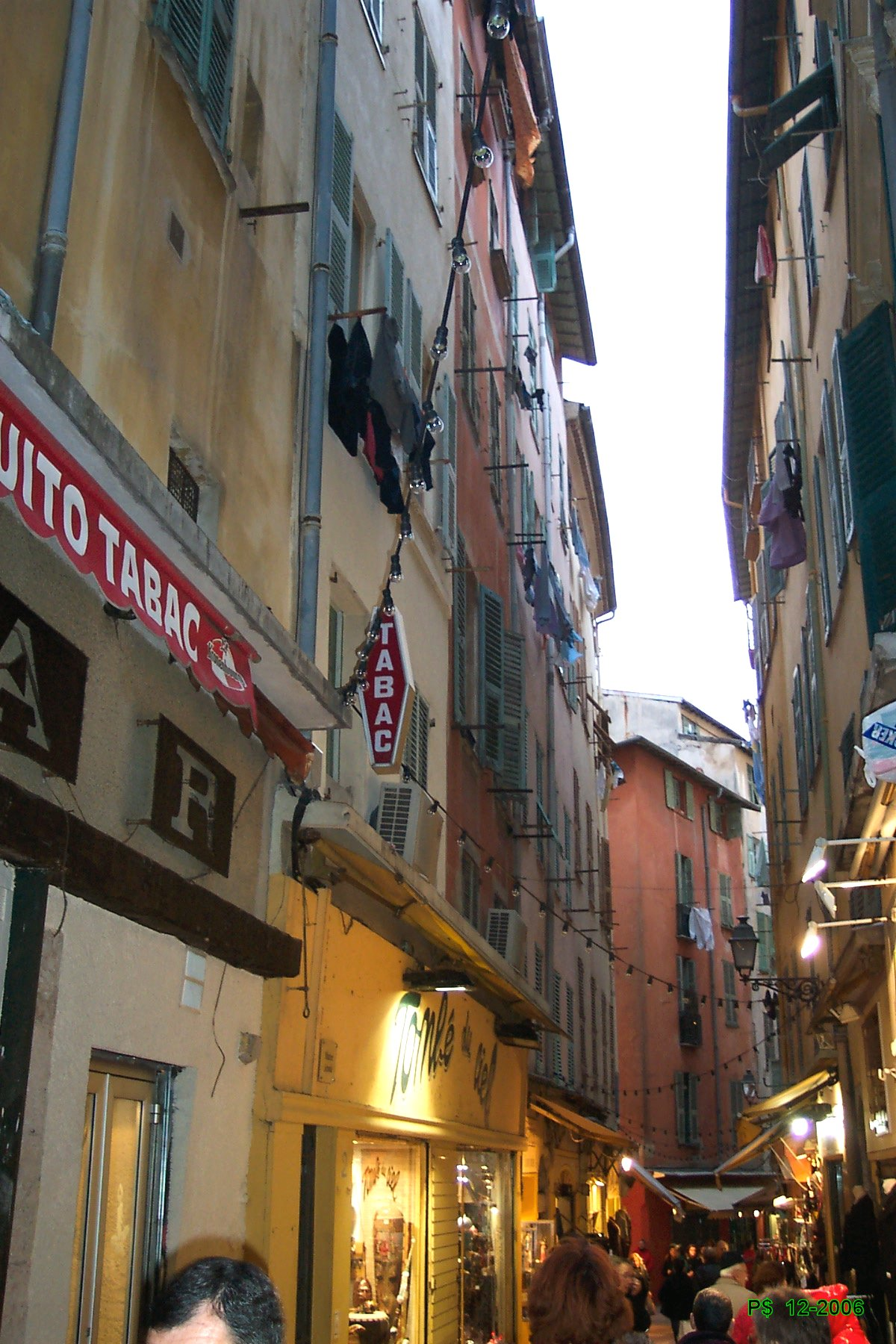
Maïoun Secondo, 2 ter Rue du Collet.
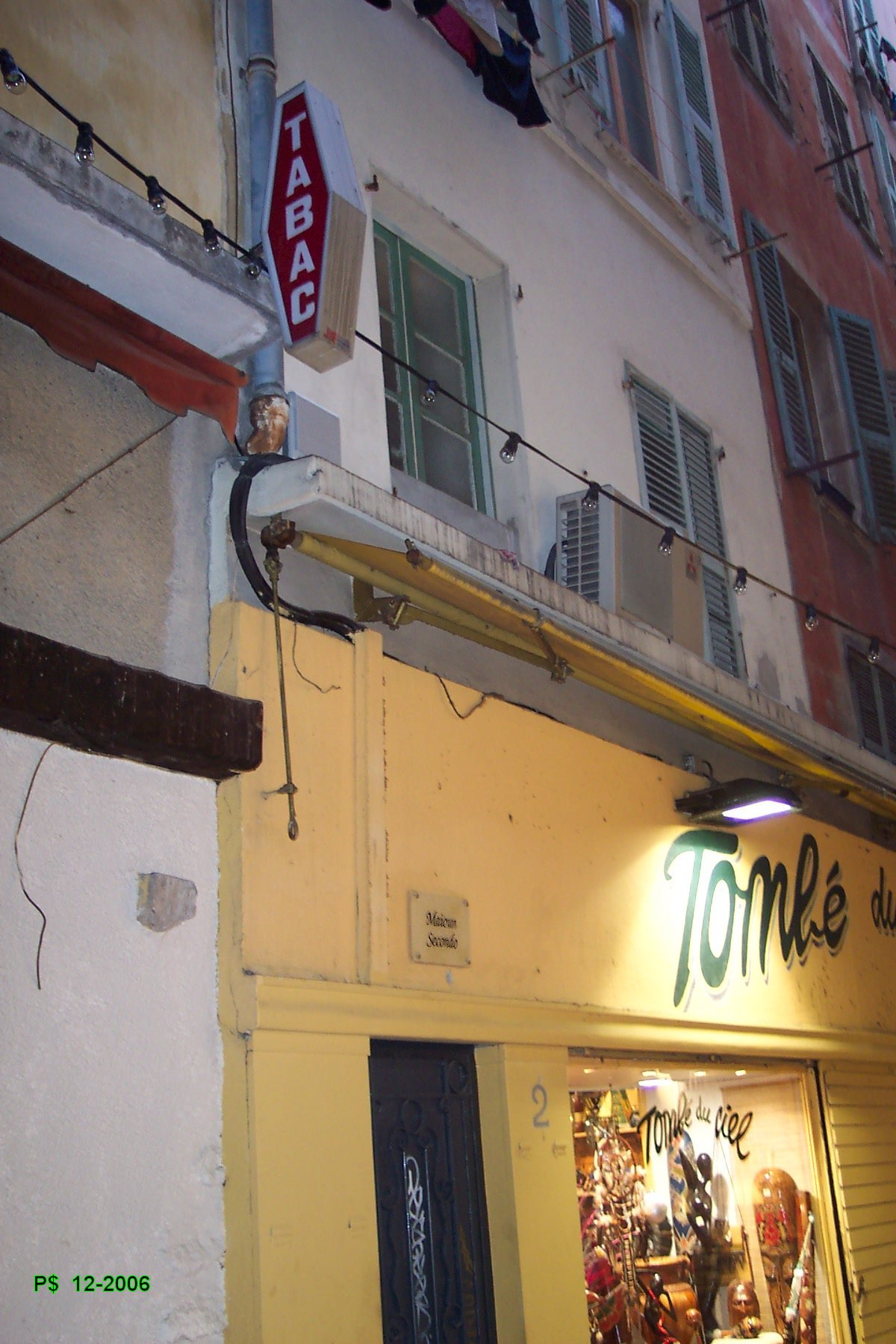
Maïoun Secondo, 2 ter Rue du Collet, plaque nominative.

- Rue des Combattants en Afrique du Nord : anciennement rue (de?) Falicon : 06000, quartier liberation/vernier
n°18 : Palais de Falicon
- Comboul : voir à Raymond-Comboul. Quartier Saint-Lambert.
- Rue du Congrès : Congrès de Nice entre Charles Quint et François Ier : 06000, quartier des Musiciens
n°2 : Palais Reine-Berthe
n°3 : Le Palace : partie du Palais de la Méditerranée reconstruit vendue en copropriété. Architectes Olivier-Clément Cacoub, Maurice Giauffret, 2004.
n°20 (à proximité de la rue Maréchal-Joffre) : Palais Maréchal-Joffre
- Rue Constantin-Bergondi : 06000 : voie portant le nom de Constantin Bergondi
- Rue Cotta : aujourd'hui rue Maréchal-Joffre. Quartier des Musiciens.
- Rue de Cronstadt : 06000, quartier des Musiciens-Sud: le nom fut attribué en 1898 dans un contexte d'alliance franco-russe. Ce nom rappelle aussi que la flotte russe venait mouiller près de Nice bien avant 1860.
n°3 : Palace Adly
n°10 : Palais Cronstadt

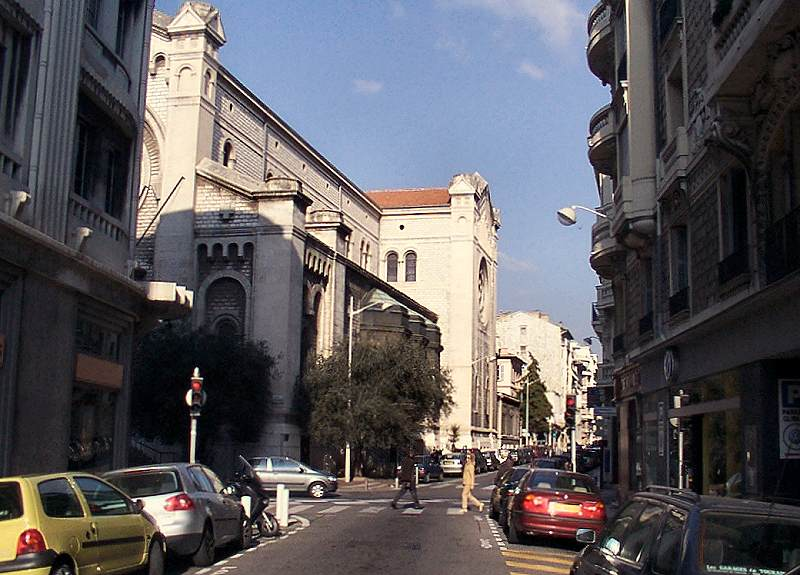
La rue Cronstadt au niveau de la rue de France

- Avenue Cyrille-Besset : Quartier Saint-Maurice
n°47 : Palais St Barthélémy
n°49 : Palais Cyrille Besset
- Cythère : voir à Bois-de-Cythère

| Sommaire : | - Précisions sur le classement - A - B - C - D - E - F - G - H - I - J - K - L - M - N - O - P - Q - R - S - T - U - V - W - X - Y - Z - Notes et références - Bibliographie |

## D
- Dalmas : voir à Édouard-Dalmas L'architecte
- Rue Dalpozzo  : 06000, quartier des Musiciens
n°1 : Palais Alice : MCMVI = 1906
- d'Estienne d'Orves : voir à Estienne d'Orves
- de Jussieu : voir à Jussieu
- Delfino : voir à Général-Louis-Delfino
- Rue De-Orestis : 06100 ; c'est le nom d'un famille niçoise noble - quartier de Riquier
n°9 : Palais De Orestis
n°19 : Palais du Jardin : fait effectivement face à un square
- Avenue Depoilly : 06000, quartier des baumettes/nord, près de la rue de Chateauneuf
n°1 : Palais Étoile du Nord : entrée principale 53 boulevard Gambetta
n°3 : Palais Trianon. Dû à Dalmas (1912).
- Déroulède : voir à Paul-Déroulède
- rue Von-Derwies : voir à Von Derwies (rue) ; anciennement rue Valrose.
- Avenue Desambrois : 06000, quartier Carabacel ; nom simplifié de l'intendant sarde Louis des Ambrois de Nevache (Luigi des Ambrois de Névache) (1807-1875) ; on trouve aussi écrit Désambrois.
n°1 : Palais Jes Cauvin : entrée « principale » 2 boulevard Dubouchage
n°3 : Palais Verda
n°4 : Palais de Cimiez, H. Aubert architecte. L'immeuble possède une autre entrée au 1 montée Desambrois portant le nom de Castel de Cimiez. L'immeuble est situé à l'entrée de la montée vers la colline de Cimiez. Images : Vue générale et Entrée nominative.
n°9 : Palais Stella : R. Livieri arch. 1937. Images : Vue générale et Entrée nominative.
n°9 bis : Palais Hiverna. Images : Vue générale.
- Rue Diderot : 06000, quartier Saint-Lambert
n°14 : Palais Diderot au coin de la rue Diderot et du 15 rue Rouget de l'Isle. Images : Vue générale et Détail de l'entrée.
- Rue Docteur-Baréty : 06000 ; porte le nom du docteur Alexandre Baréty ; anciennement rue Ferrero
- Doublet : voir à Georges-Doublet
- Rue Droite - Vieille ville

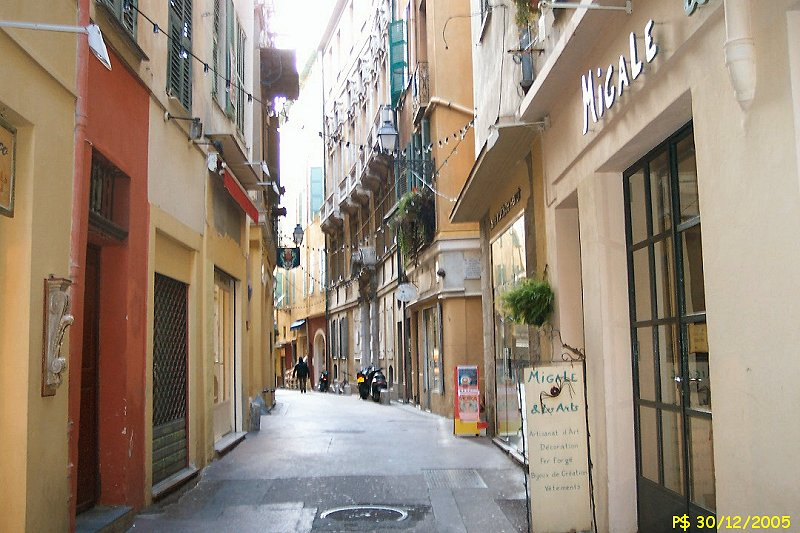
Nice Vieille ville Palais Lascaris Rue Droite

- Boulevard Dubouchage : nom simplifié de Marc Gratet du Bouchage, préfet des Alpes-Maritimes sous Napoléon Ier ; 06000, quartier Carabacel

- Avenue Dufourmantel : 06000, quartier Bas-Cimiez
n°2 : Palais Cimiez-Park
- Avenue Durante : 06000, quartier des Musiciens
n°8 : Palais Excelsior. Images : Vue générale de l'ancien Excelsior Palace.

| Sommaire : | - Précisions sur le classement - A - B - C - D - E - F - G - H - I - J - K - L - M - N - O - P - Q - R - S - T - U - V - W - X - Y - Z - Notes et références - Bibliographie |

## E
- Rue Édouard-Dalmas : quartier libération/Saint-Maurice
n°19 : Palais Adelphi
n°29 (au coin de l'impasse Parmentier) : Palais Parmentier
- Emanuel : voir à Eugène-Emanuel
- Avenue Émile-Bieckert : propriétaire des terrains (1837-1913) : quartier Carabacel
n°24 : Palais Langham. Photos : Vue générale.
n°42 : Palais L'Hermitage. Palais de l'Hermitage pour l'Annuaire du téléphone 2004. Photos : Vue générale.
- Avenue Emmanuel-Bridault : (impasse dans la rue Diderot) : 06000, quartier Saint-Lambert
n°10 : Palais Gaetano
n°68 ex 5 : Palais Juliette
- Rue Emmanuel-Philibert : quartier du port
n°5 : Le Palais du Pin : à proximité immédiate d'une petite place du Pin où se trouve effectivement planté un pin
- Avenue d'Estienne-d'Orves : quartier Saint-Philippe
n°30 : Palais Minerve
- Quai des États-Unis : quartier de la Vieille-Ville (Vieux-Nice) : voir article Quai des États-Unis.
n°89 : Palais des États-Unis : la date 1883 est peinte au-dessus de la porte, mais le quai du Midi n'est devenu le quai des États-Unis qu'en 1917, à l'entrée en guerre de ce pays et l'on trouve la mention « H. Aubert architectecte » au bas de l'escalier extérieur
- Rue Eugène-Emanuel : quartier des Musiciens (entre bd Victor-Hugo et Maréchal-Joffre)
n°1 : autre entrée (anonyme) du Palais Clio 12-14 rue Maréchal-Joffre
n°2 : Nice Palace : voir aussi au n°5 boulevard Victor-Hugo (Palais Donadei)

| Sommaire : | - Précisions sur le classement - A - B - C - D - E - F - G - H - I - J - K - L - M - N - O - P - Q - R - S - T - U - V - W - X - Y - Z - Notes et références - Bibliographie |

## F
- Avenue de Fabron : quartier Fabron supérieur
n°7 : le surnom de Palais de Marbre l'a emporté, dû à la façade de 1874 dessinée par S. M. Biasini. Affecté depuis 1965 aux Archives municipales. Ce « palais » est l'élément central d'un ensemble appelé en réalité Les Grands Cèdres.
- Rue Falicon : devenue la rue des Combattants-en-Afrique-du-Nord. L'ancien nom de la rue honorait la famille Renaud de Falicon qui possédait le fief de Falicon.
- rue Ferrero : devenue : Docteur-Baréty (rue)
- Rue Flaminius-Raiberti : quartier Libération
n°18 : Palais Électre
n°19 : Palais Raiberti
n°20-22 : Palais Saphir
- Avenue des Fleurs : quartier Saint-Maurice
n°4 : Palais Irena
n°5 : Palais Adeila
n°12 : Palais Myosotis
- Foch : voir à Maréchal-Foch
- Rue Foncet : quartier Carabacel d'après Jean-Joseph Foncet, baron de Montailleur (1707-1783)
n°4 (?) : Victoria Palace : la reine Victoria du Royaume-Uni séjourna plusieurs fois à Nice au soir de sa vie.
- Avenue Fragonard : anciennement rue Thérésa - quartier Saint-Maurice/Valrose
n°2-4-6-8 : Palais Joffre. Inauguré en 1932 ; architecte L. Audisio. Sans doute destiné à d'anciens combattants.
n°10 : Palais Thérèsa : ancien nom de la rue. Figure sous le nom de Villa Thérèse dans un plan de 1910 qui précise que le propriétaire, comme pour nombre de parcelles du secteur, est la Veuve Vicario.
n°14 : Palais Windsor. Un plan de 1910 précise : Propriété Schirrer.
n°16 : Palais Valrose : Ch. Bernard architecte D.P.L.G. 1908. Le nom du palais est dû à la proximité du château de Valrose aujourd'hui affecté à des établissements scientifiques de l'université de Nice.
- Rue de France :

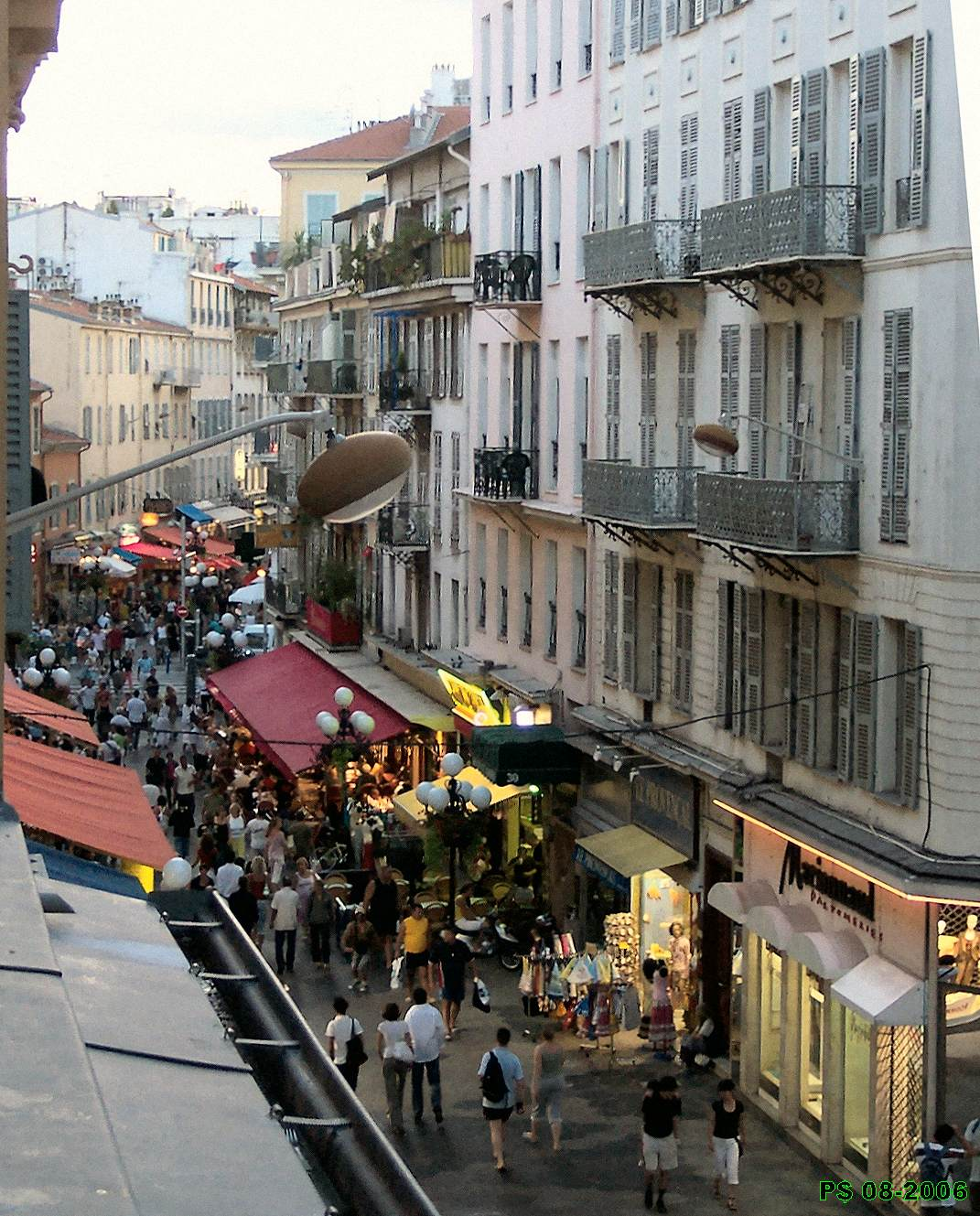
La rue de France sur sa partie piétonne

La rue de France appartient au quartier des Musiciens et menait autrefois à la frontière avec la France. 
- Rue François-Ier : François Ier de France - quartier des Musiciens
n°8 ex 2 : Palais François 1er
- Boulevard François-Grosso : quartier des Baumettes
n°1 : Palais Sirius : astronyme
n°74 (au coin de la rue de Jussieu) : Palais de la Paix. Les auteurs indiquent : 1940, Dadich architecte.
n°107 : Palais Hélios : R. Livieri architecte 1934
n°109 : Palais Bel-Azur : R. Livieri architecte 1934
n°111 : Palais Aurore : réalisation Jean Maurandy, Raymond Cotto architecte DPLG. Autres entrées au 113 et au 33 boulevard Tzarewitch
- Place Franklin : Benjamin Franklin : quartier des Musiciens, côté ouest
n°2 et n°4 (deux plaques) : Palais Franklin
n°3 : Palais Étoile du Nord : entrée principale 53 boulevard Gambetta
- Boulevard Frank-Pilatte : quartier du Port
- Rue Frédéric-Passy : quartier des baumettes / Nord
n°14 : Palais Ariane
- Corniche Frère-Marc : 06000 : fray Marcos de Niza
- Fricero : voir à Joseph Fricero

| Sommaire : | - Précisions sur le classement - A - B - C - D - E - F - G - H - I - J - K - L - M - N - O - P - Q - R - S - T - U - V - W - X - Y - Z - Notes et références - Bibliographie |

## G
- Gal : voir à Auguste-Gal
- Rue Galléan Quartier Carabacel : les Galléan sont une famille du comté de Nice
n°5 : Palais Galléan : Ste Littoral Construction, A. Hugonnard et Jude entrepreneurs ; H. Malgaud architecte, 1931
- Galles : voir à Prince-de-Galles (quartier de Cimiez)
- Avenue Gallieni Quartier Carabacel, face Acropolis : Joseph Gallieni :
n°22 : Palais-Gallieni : C. Michelin architecte 1930
- Boulevard Gambetta. Entre quartier des Musiciens et quartiers des Baumettes :
n°43 : Palais-Jolienne
n°53 : une plaque indique Palais Étoile du Nord et une autre plaque rappelle que Gaston Leroux y est mort. Autres entrées mais « anonymes » au 1 rue Depoilly et au 3 place Franklin. Des auteurs parlent du palais Formitcheff dû à Dalmas (1909-1913).
n°54 : Palais St Antoine
n°139 : Palais des Vosges
- Rue de la Gare-du-Sud : proche de la gare du Sud — quartier Libération
n°1 : Palais de Provence : l'ancienne gare du Sud était affectée à la Cie des Chemins de fer de Provence
- Garneray : voir à Louis-Garneray
- Garnier : voir à Joseph-Garnier
- Gassin : voir à Colonel-Gassin et à Louis-Gassin
- Avenue Gay
- Boulevard Général-Louis-Delfino : boulevard Sainte-Agathe jusqu'en 1969 : Quartier Riquier
n°5 : Palais Sainte Agathe (Annuaire du téléphone 2004). Ancien nom de la rue.
- Avenue George-V : George V du Royaume-Uni - quartier de Cimiez
n°16 : Palais Prince Charles : fils d'Élisabeth II
n°71 : Palais Saint-Germain : A. Gastaldi architecte DPLG, M. Fulcheri entrepreneur
n°94 : Villa Nobili
- Avenue Georges-Clemenceau : 06000, Quartier des Musiciens :
n°12 : à l'angle du 11 rue d'Angleterre : les auteurs signalent le palais B. Aune, 1880 dû à l'architecte Louis Dunski.
n°14 : Palais des Loges. Photos : Situation générale, Détail de l'entrée.
n°16 : Palais des Fleurs. Photos :  Situation générale, Détail de l'entrée.
n°18 : Palais des Fleurs encore
n°22 bis : Le Palais Argentin
n°24 : Palais Gustave Nadaud : Gustave Nadaud est un chansonnier et un musicien Vue générale 1, vue générale complète, détail de l'entrée
n°25 : Palais Atlanta : un perron surmonté d'un auvent donne un indubitable air « colonial » Vue générale , Vue sur le perron colonial.
n°32 : Palais Sapho : une autre entrée se trouve au 34 rue Gounod. Sapho est un opéra de Gounod. vue générale n°1, vue générale n°2, Détail de l'entrée Avenue Clemenceau.
n°34 : Palais Clemenceau. Les auteurs indiquent : vers 1933, Constantin et Cordone architectes.
n°50 (coin de la rue Berlioz) : Palais Berlioz - Vue générale
n°61 : Palais du Pin : le pin existe vraiment devant l'immeuble, voir la vue générale, et détail de l'entrée.
- Rue Georges-Doublet : quartier Saint-Maurice/ Le Piol
n°14 : Palais du Soleil
- Rue Georges-Ville : 06300, quartier de Riquier :
n°? Palais St Joseph : l’église Saint-Joseph est en face. Voir : Photo.
n°15 (angle rue Scaliero) : Palais Mireille. Voir : Photo.
- Rue Gioffredo : 06000, quartier Carabacel : Pierre Gioffredo, religieux et historien de Nice.
n°23 : Palais Gioffredo : MM. Civalleri et Delserre Architectes 1907
n°46 : lycée privé Michelet
n°58 : Hôtel Masséna
n°64 : Palais Gioffredo

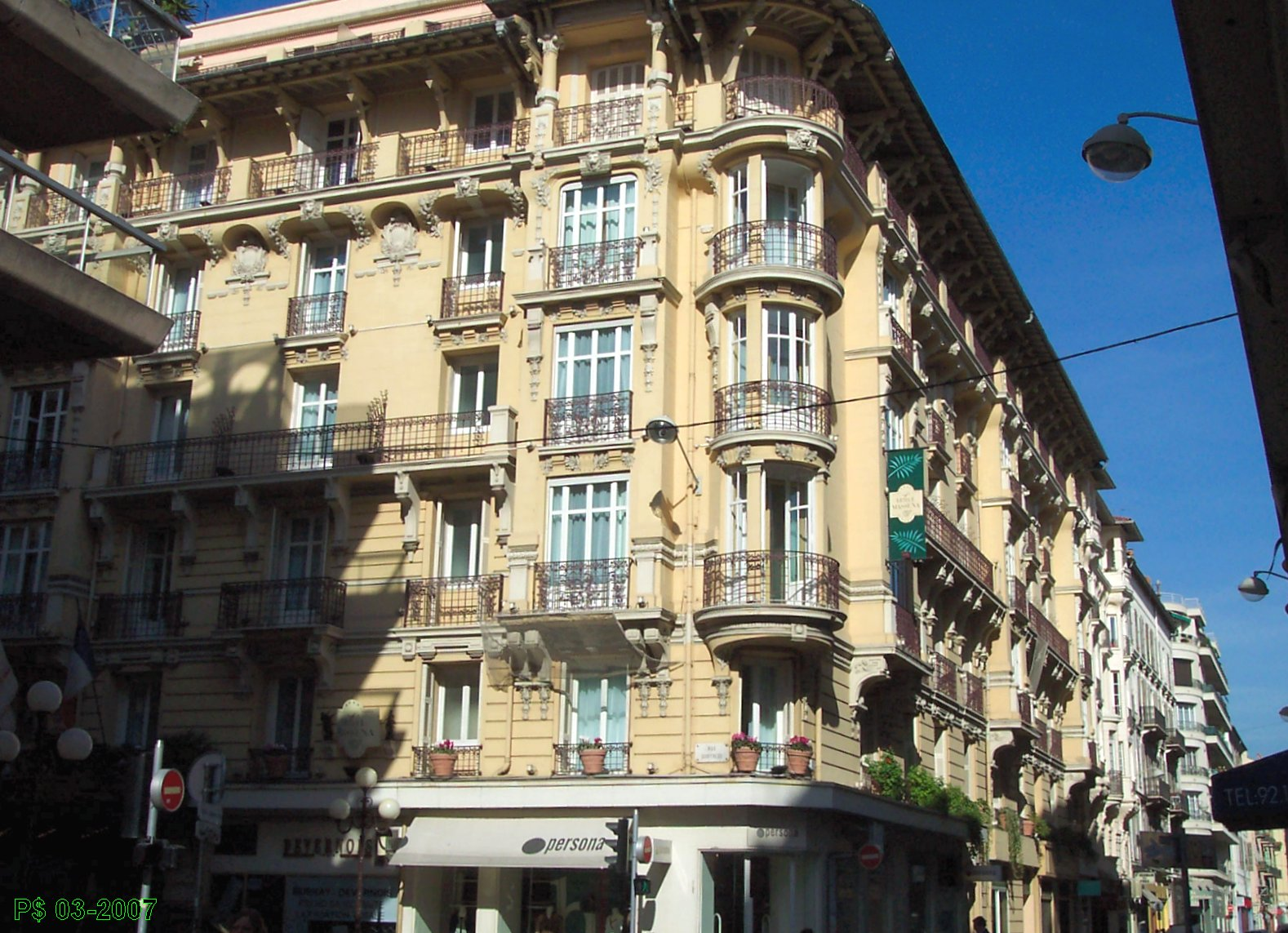
L’hôtel Massena au 58 rue Gioffredo, vue prise de la rue Blacas.

- Avenue Gloria : quartier Magnan inférieur
n°6 : Palais des Eaux-Bonnes
- Boulevard Gorbella : quartier Saint-Maurice
n°32 : Palais Montana
n°33 : Palais Éden
n°37A : Palais Annette
n°37C : Palais Johny
n°37D : Palais Alfred
- Rue Gounod Quartier des Musiciens :
n°22 : Palais Gounod
n°25 : Palais Faust. Faust est un opéra de Gounod.
n°34 : Palais Sapho : entrée « principale » au 32 rue Georges-Clemenceau. Sapho est un opéra de Gounod.
- Rue de Grammont : quartier Saint-Lambert/Libération
n°10 : Palais Jeanne d'Arc : voir au 7 rue Michel-Ange
- Rue du Grand-Pin : quartier Saint-Maurice/le Piol
n°1 : Palais Mantega
n°9 : Palais Flora
- Grasse : voir à Amiral-de-Grasse
- Place Grimaldi quartier des Musiciens :
n°1 : rénovation projetée (été 2004) de l'immeuble qui prendra le nom de Palazzo Grimaldi
n°2 : Palais Grimaldi
- Rue Grimaldi : quartier des Musiciens
n°11 bis : Palais Albert 1er : Albert Ier de Monaco plutôt que de Belgique compte tenu du nom de la rue Vue générale, détail de la façade, détail de l'entrée.
- Grosso : voir à François-Grosso. Quartier des Musiciens ou quartier des Baumettes
- Rue Guiglia : nom d'une famille du comté de Nice - quartier des Musiciens
n°2 : Palais du Square : autre entrée 54 boulevard Victor-Hugo. Situé à proximité du jardin Alsace-Lorraine. Vue générale, détail de l'entrée rue Guiglia .
n°12 : palais Jacques Hugues : voir au 33 rue Verdi
n°32 : Palais Sylvia - Photos : Voir ci-dessous au Palais Coppelia.
n°34 : Palais Coppelia Vue générale, détail de la porte d'entrée.
- Place Guynemer - Quartier du port : anciennement place Bellevue :
n°6-8-10-12 : Palais Bellevue : ancien nom de la rue.

| Sommaire : | - Précisions sur le classement - A - B - C - D - E - F - G - H - I - J - K - L - M - N - O - P - Q - R - S - T - U - V - W - X - Y - Z - Notes et références - Bibliographie |

## H
- Rue Halévy : Jacques Fromental Halévy : quartier des Musiciens/ Rue de France
n°5 : Savoy Palace : entrée principale 3 promenade des Anglais
- Boulevard Henri-Sappia : porte le nom de l’érudit niçois Henri Sappia (1833-1906)  : va du boulevard Paul-Rémond au boulevard de Las Planas ; code postal 06001
- Rue Herold : quartier des Musiciens
n°26 : Palais Vivaldi
- Hugo : voir à Victor-Hugo. Quartier des Musiciens.

| Sommaire : | - Précisions sur le classement - A - B - C - D - E - F - G - H - I - J - K - L - M - N - O - P - Q - R - S - T - U - V - W - X - Y - Z - Notes et références - Bibliographie |

## I
- Place de l'Île-de-Beauté : anciennement place Cassini : quartier du port
n°[7] (à gauche de l'église) : Palais Astraudo Vue générale, photo prise sous les arcades
Nota: Une plaque rappelle que ce fut la dernière résidence de Jean Lorrain (1855-1906)
- Boulevard de l'Impératrice-de-Russie : anciennement (changement induit par le rattachement à l'Empire... Français) boulevard de l'Impératrice en l'honneur de la veuve de Nicolas Ier née Charlotte de Prusse : devenu le boulevard Stalingrad (en souvenir de la bataille de Stalingrad) après la Seconde Guerre mondiale. Cette impératrice de Russie avait emprunté cette route menant à Villefranche-sur-Mer, lieu d'embarquement pour la Russie.
  - Vers 1900, une partie du boulevard Impératrice de Russie a pris le nom de boulevard Franck-Pilatte.

Quartier du port
- Isnard : voir à Adolphe-Isnard
- Rue d'Italie - Quartier des Musiciens
n°?? Maison Giberti Vue générale, détail de l'entrée NOTA: Sa jumelle se trouve rue de Suisse à 50 mètres!

| Sommaire : | - Précisions sur le classement - A - B - C - D - E - F - G - H - I - J - K - L - M - N - O - P - Q - R - S - T - U - V - W - X - Y - Z - Notes et références - Bibliographie |

## J
- Avenue Jean-Sébastien-Barès : quartier Saint-Sylvestre
n°30 : Palais Ni-Jo
n°32 : Palais Rosa
- Avenue Jean-Médecin : entre le quartier Carabacel et le quartier des Musiciens

- Place Jean-Moulin : anciennement place Carabacel - quartier Carabacel
Jean Moulin a vécu à Nice au 22, rue de France.
n°2 : Fanny Palazzo
- Jeanne : voir à Reine-Jeanne - Quartier Saint-Étienne.
- Boulevard Pape-Jean-XXIII : voir à : Pape-Jean-XXIII (boulevard) : 06300, quartier Saint-Roch ; anciennement Pied-de-Colline (boulevard)
- Boulevard Jean-Baptiste-Vérany : quartier Riquier, prolonge le boulevard Risso vers le nord sur la rive gauche du Paillon.
- Joffre : voir à Maréchal-Joffre - Quartier des Musiciens.
- Rue Joseph-Cadei : quartier Libération
n°24 : Petit Palais
- Rue Joseph-Fricero : quartier des Baumettes, vers rue Dante
n°4 : Palais Baie des Anges
- Boulevard Joseph-Garnier : quartier Libération
n°10 : Palais Méjjijé : 1915-1919
n°15 : Nice Palais
n°24 : Palais Bristol
n°38 : L'Erika inscrit sur l'immeuble, mais c'est le  Palais Erika pour l’Annuaire du téléphone 2004
n°46 : Vichy Palais
n°48 : Palais Garnier : du nom de la rue
- Rue Joseph-Kosma : quartier des Musiciens, devant le square
n°6 : Palais du Soleil
- Rue Jules-Bianchi : anciennement rue du Sapin - quartier Saint-Isidoire, près de l'Allianz Riviera
- Rue de Jussieu : la rue honore sans doute le poète Alexis de Jussieu, parent du savant - quartier Tzarewitch
n°7 : Palais Jussieu
- Rue de Jussieu-prolongée : quartier Tzarewitch
n°43 bis : Palais Edith

| Sommaire : | - Précisions sur le classement - A - B - C - D - E - F - G - H - I - J - K - L - M - N - O - P - Q - R - S - T - U - V - W - X - Y - Z - Notes et références - Bibliographie |

## K
- Karr : voir à Alphonse-Karr - quartier des musiciens
- Esplanade Kennedy : Palais Acropolis, centre des Congrès de Nice
- Kosma : voir à Joseph-Kosma - quartier des musiciens

| Sommaire : | - Précisions sur le classement - A - B - C - D - E - F - G - H - I - J - K - L - M - N - O - P - Q - R - S - T - U - V - W - X - Y - Z - Notes et références - Bibliographie |

## L
- Rue Lamartine : quartier saint-lambert
n°6 : Palais du Centre : Lebègue arch. 1927 ; Hovnanian et Cie constructeurs 1927
n°7-9 : Palais Reine d'Azur
n°24 : Palais Lamartine : J. Sioly architecte, 1903, Faraut frères entrepreneurs
n°39 : coin du [22] rue de Paris. Daté de 1925 et appelé Palais Adrien Rey du nom de son architecte, le tout par les auteurs.
- Rue Lascaris : 06300, Quartier du port. Les Lascaris sont une famille du comté de Nice.
- Rue Lech-Walesa : 06300, quartier du port. Nommé en l'honneur de Lech Wałęsa. Anciennement partie du boulevard Stalingrad.
- Rue Leotardi : 06300, quartier de Riquier.
n°17 : Palais Antoine, 1933, René Arziari architecte
- Rue de Lépante : quartier carabacel
n°2 : Palais Pauline (inscription sur le balcon du 2e étage donnant sur la place Sasserno), une plaque indique aussi : Propriété Jques Cauvin. Les auteurs précisent :  construit par Bellon entre 1906 et 1911. Voir :Photo.
- Leroux : voir à Alfred-Leroux - Quartier du port/Mont-Boron.
- Avenue Liserb : nom dû à un propriétaire : Brésil à l'envers : quartier valrose/cimiez
n°1 : Palais "Tony Pin"
n°2 bis : Palais Nemausa (Annuaire du téléphone 2004)
- Rue Longchamp : à l'emplacement de Longchamp ancienne plaine agricole de Nice - quartier des Musiciens.
n°2 : Palais Longchamp
- Louis-Delfino : voir à Général-Louis-Delfino - Quartier Riquier
- Rue Louis-Garneray : quartier Saint-Roch, vers le Mont-Boron
n°1 : Palais Rocca
- Rue Louis-Gassin : la rue Louis-Gassin doit son nom à Louis Gassin (1865-1940), un avocat et homme politique français, ancien président du conseil général des Alpes-Maritimes : quartier Vieux-Nice. Cette voie ne doit pas être confondue avec « Colonel-Gassin (rue) ».
- Avenue Lympia : voie privée - quartier du port
n°... : Palais de la Paix

| Sommaire : | - Précisions sur le classement - A - B - C - D - E - F - G - H - I - J - K - L - M - N - O - P - Q - R - S - T - U - V - W - X - Y - Z - Notes et références - Bibliographie |

## M
- Rue Maccarani : quartier des Musiciens (entre Buffa et V. Hugo)
n°15 : Palais Marie
- Boulevard de la Madeleine : quartier Magnan-Madeleine
n°38 A ex 50 A (coin de la rue de la Tour de Magnan) : Palais Magnan
- Maeterlinck : voir à Maurice-Maeterlinck
- Place Magenta : quartier des Musiciens
n°1 : au-dessus de la porte on trouve peint sur verre Le Quercy mais on trouve à l'angle de la rue de la Liberté une plaque indiquant Palais du Quercy
- Avenue Malausséna : quartier Libération
n°29 : Palais Bel Canto
n°31 : pas d'indications sur le bâtiment. Pour les auteurs, c'est le Palais Venise de Bellon (1910).
- Boulevard Mantega-Righi : ancien boulevard du Righi - quartier Mantega
n°51 : lieu du décès de l'ancien maire de Courbevoie Honoré Victor (1863-1942)
- Marc : voir à : Frère-Marc (corniche) - quartier de Cimiez/Rimiez
- Rue Marceau : quartier saint-lambert
n°22 : Palais Marceau : Émile Durante architecte
- Square Marc-Antoine-Charpentier : cette voie privée et ses palais sont datés de 1960 :
n°1 : Palais Lulli
n°2 : Palais Lalande : Michel-Richard Delalande
n°3 : Palais Grétry : André Grétry ?
n°4 : Palais Couperin
n°6 : Palais Campra
n°8 : Palais Rameau

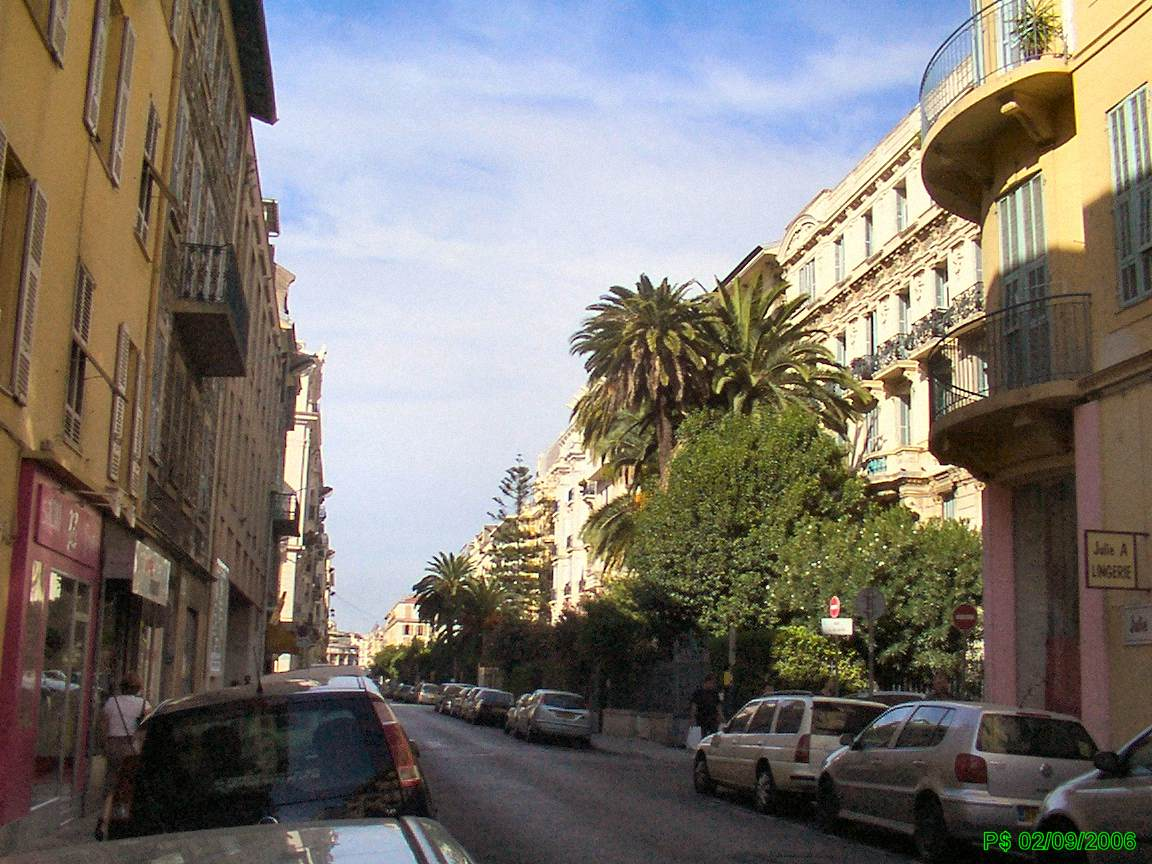
Avenue du Maréchal Foch

- Maréchal-Avenue du Maréchal-Foch : Avenue du Maréchal Foch anciennement avenue Beaulieu : quartier Carabacel
n°10 : Palais Foch
n°14 : Palais Saint Jean
n°26 : Palais Beaulieu vue générale: Propriété J. Cauvin sur une plaque et J. Sioly architecte 1897 sur une autre. Le portail sur l'avenue, La porte d'entrée, Détail d'architecture
n°28 : Palais Florentin Vue générale, et détail du portail d'entrée
- Rue du Maréchal-Joffre : anciennement rue Cotta - quartier des Musiciens
n°2 : Palais Victoria : Cogedim Méditerranée mentionné sur une plaque ; souvenir de la reine Victoria du Royaume-Uni qui séjourna à Nice
n°12-14 (coin rue Eugène-Emanuel : autre entrée au n°1) : Palais Clio
n°31 : Palais Baréty
n°76 (coin rue de Rivoli) : Palais Cotta. Ancien nom de la rue.
n°80 : Palais Rives d'Azur
- Rue Masséna : quartier des musiciens
n°3 : Palais Masséna
n.13 Palais Ongran [réf. nécessaire]
- Rue de Massingy : le marquis de Massingy fut le propriétaire des terrains - quartier Carabacel
n°2 bis : Palais Massingy
- Allée Charles-Martin-Sauvaigo : quartier de Carras.
- Boulevard Maurice-Maeterlinck : Quartier du Mont-Boron, vers Villefranche-sur-Mer.

Partie du boulevard Carnot jusqu'en 1950.
- n°30 : voir à : Palais Maeterlinck.
- Place Max-Barel - quartier Riquier : anciennement place Saluzzo. Fils de Virgile Barel, Max fut un martyr de la Résistance et habita le Palais Saluzzo. Place Max Barel.
Prise de vue en arrivant de la Moyenne Corniche. Direction NW.

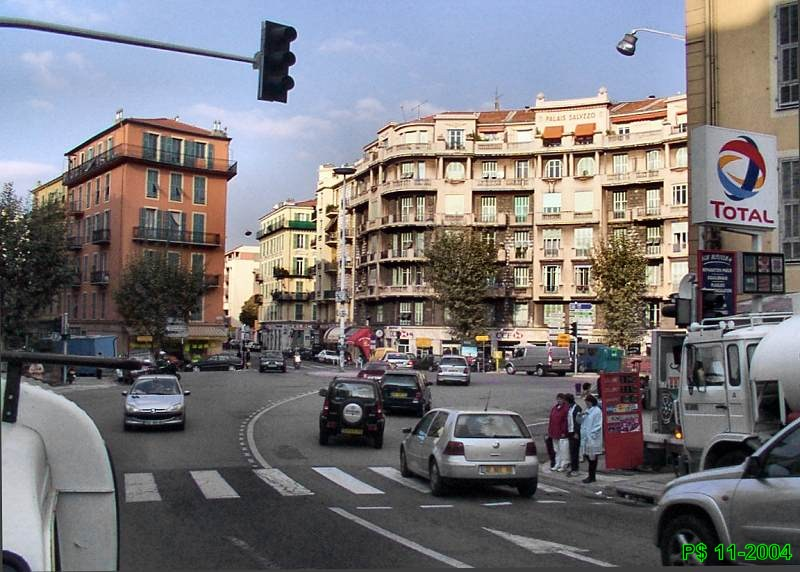
Place Max Barel.
Prise de vue en arrivant de la Moyenne Corniche. Direction NW.

n°[1] : Palais Saluzzo B : H. Aubert architecte : autres entrées au 39 rue Barla et 1 boulevard Riquier. Daté de 1930.
- Médecin : voir à Alexandre-Médecin et à Jean-Médecin (Alexandre :  père de Jean, maire de Nice)
- Rue Meyerbeer : Giacomo Meyerbeer : quartier des musiciens
n°11 : palais Meyerbeer
- Rue Michel-Ange : quartier Libération/Saint-Maurice
n°7 : Palais Jeanne d'Arc. Autre entrée au 10 rue de Grammont. Proximité avec l'église Sainte-Jeanne-d'Arc.
n°31 bis : Palais Fontana.
- Rue Michelet : quartier Saint-Maurice
n°11 et 11 bis : Palais Pasteur
- Rue Mirabeau : quartier libération / Bas-Cimiez
n°6 : Palais Mirabeau
- Rue Molière : quartier Saint-Maurice
n°7 : Palais Trianon
- Boulevard du Mont-Boron : quartier du Mont-Boron
29 bis : Palais Miramar
- Moulin : voir à Jean-Moulin
- Rue des Mousquetaires : quartier Saint-Maurice
  - n°4 : Palais Mazarin, Propriété F. Guidotti. Nom du palais en rapport avec celui de la rue : le cardinal de Mazarin apparaît souvent dans Les Trois Mousquetaires.

| Sommaire : | - Précisions sur le classement - A - B - C - D - E - F - G - H - I - J - K - L - M - N - O - P - Q - R - S - T - U - V - W - X - Y - Z - Notes et références - Bibliographie |

## N
- Avenue Nicolas-II : porte le nom du tsar Nicolas II de Russie

- Avenue Notre-Dame : quartier Carabacel
n°16 : Palais Bréa : les Bréa sont une famille de peintres niçois (François Bréa...).

| Sommaire : | - Précisions sur le classement - A - B - C - D - E - F - G - H - I - J - K - L - M - N - O - P - Q - R - S - T - U - V - W - X - Y - Z - Notes et références - Bibliographie |

## O
- Rue Jacques-Offenbach : Jacques Offenbach : quartier des musiciens
n°4 : Palais Offenbach - Vue générale , détail de la porte d'entrée.
- Orangers : il existe une avenue et une rue de ce nom
- Avenue des Orangers  : quartier des Baumettes
n°6 bis : Palais des Orangers : P. Ormea architecte DPLG 1924
- Rue des Orangers : quartier saint-roch
n°1 : Palais Noradinett : entrée principale au 56 boulevard Virgile Barel
- Rue De Orestis : voir à De Orestis (rue)
- Rue de l'Orme : quartier de Cessole
n°1 : Palais de l'Orme

| Sommaire : | - Précisions sur le classement - A - B - C - D - E - F - G - H - I - J - K - L - M - N - O - P - Q - R - S - T - U - V - W - X - Y - Z - Notes et références - Bibliographie |

## P
- Rue Pairolière - Vieille ville.

Étymologiquement "la rue des chaudronniers". Cette rue et son bastion (il fut détruit sous Louis XIV) constituait la partie septentrionale de la ville. Rue très animée depuis le Moyen Âge, elle a gardé sa vocation commerciale.

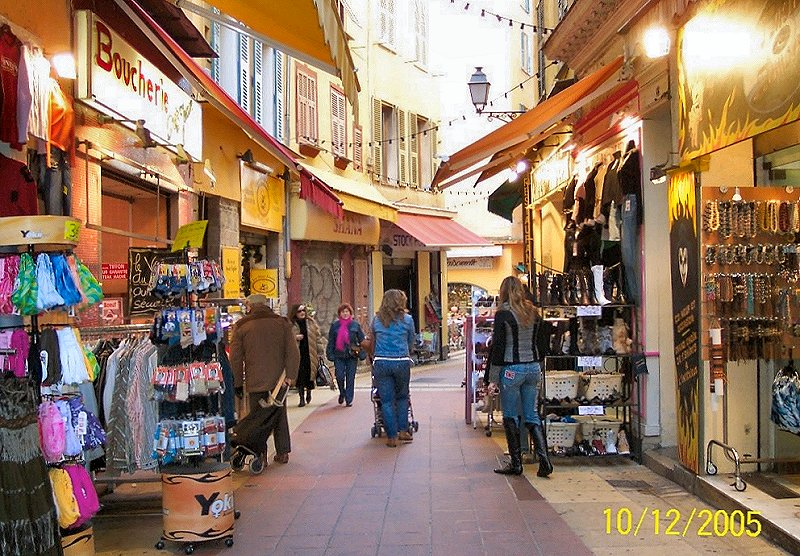
La rue Pairolière.

- Allée du Palais : 06000, quartier Carabacel-BasCimiez
cette allée était proche du Palais Carabacel démoli vers 1960 et qui appartenait à Émile Bieckert (une rue porte son nom et se trouve à proximité). Carabacel est le nom d'un quartier et d'un boulevard.
- Place du Palais : tient son nom du palais de justice : 06300, quartier de la Vieille-Ville (Vieux-Nice)

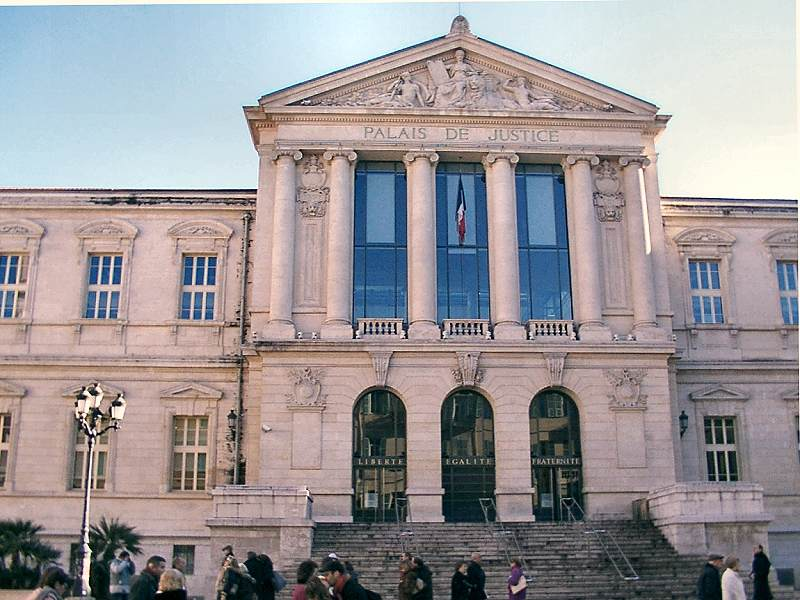
Le Palais de Justice
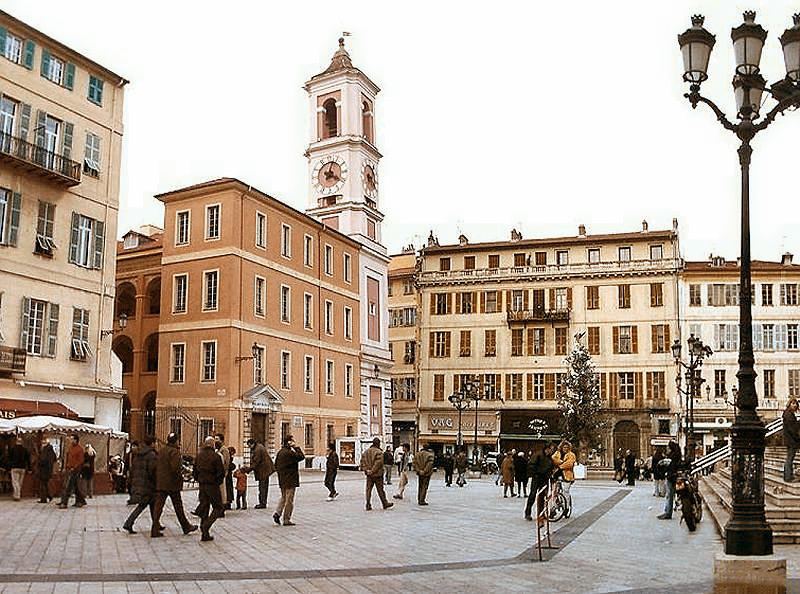
La place et le palais Rusca

- n°3 : Palais Rusca : ancienne caserne Rusca devenue annexe du Palais de Justice ; la caserne portait le nom d'un général de Napoléon, enfant du pays

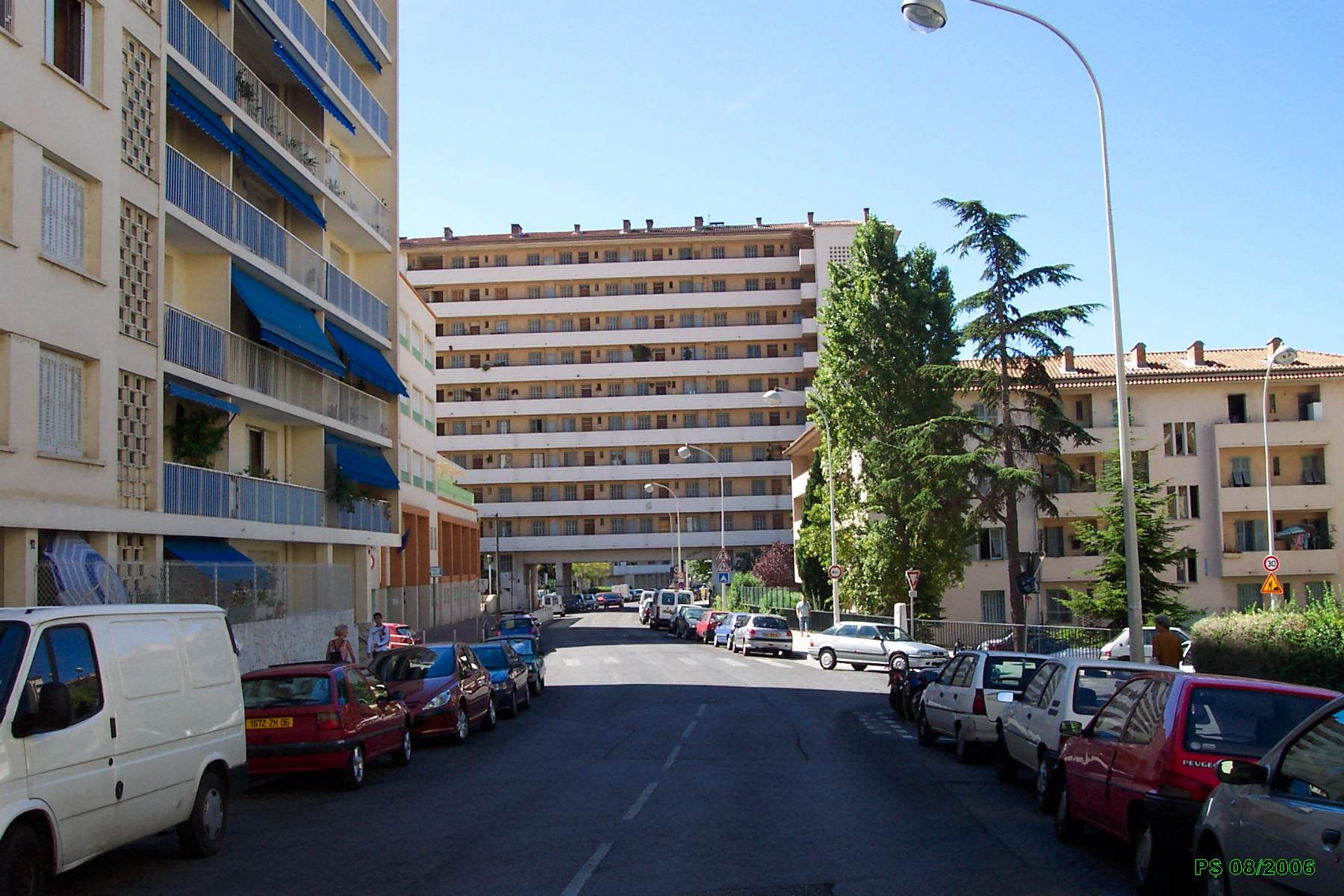

- boulevard Pape-Jean-XXIII : 06300, quartier Saint-Roch. Anciennement boulevard Pied-de-Colline.
- Boulevard du Parc-Impérial : 06000, quartier tzarewitch/Piol
n°6-8 : Palais Gay : proximité avec l'avenue Gay
n°10 : Palais Impérial : 1920 : nom en rapport avec celui de la rue
- Rue de Paris : 06000, quartier Carabacel
n°[22] : voir au 39 rue Lamartine : Palais Adrien Rey
n°33 : Paris-Palace
- Impasse Parmentier : 06100, quartier Saint-Maurice
coin de la rue Édouard-Dalmas : Palais Parmentier : entrée « principale » 29 rue Édouard Dalmas
- Rue Parmentier : 06100, quartier Saint-Maurice
n°9 et 11 : Palais Parmentier : cet immeuble aujourd'hui anonyme figure sous ce nom dans un plan de 1910.
n°16 : Palais Parmentier
n°26 : Palais Royal
- Passy : voir à Frédéric-Passy - Quartier des Musiciens (nord)
- Rue Pastorelli : 06000, quartier Carabacel
n°38 : Villa Guès
- Boulevard Pasteur : Louis Pasteur - quartier Pasteur
n°94 : Palais Ariane
- Rue Paul-Bounin : quartier Saint-Maurice
n°4-10 : Palais du Parc Fleuri, Hugonnard & Jude constructeurs, F. Fratacci & H. Malgaud architectes. Les auteurs indiquent : vers 1924, Malgaud et Fratacci architectes. Parfois appelé « Parc Fleuri ». Le nom du palais est peut-être une réminiscence du Vallon des Fleurs et du parc de Chambrun (square Carpeaux) situés à proximimité.
n°32 : Palais Saint-Maurice : Saint-Maurice est le nom du quartier
n°35 : Palais Hadrumète
- Rue Paul-Déroulède : quartier des Musiciens
n°13: Arman y tient un atelier dans le sous-sol de la maison de son père
n°35 ex 29 : Palais Isis : H. Aubert architecte : même immeuble qu'au 37
n°37 ex 31 : Palais Osiris : H. Aubert Architecte : même immeuble qu'au 35
- Rue Paul-Reboux : quartier de Riquier
n°10 : Palais Gilletta
- Avenue Pauliani
- Rue des Ponchettes : tire son nom des « Pounchetta » signifiant « petite pointe » en langue niçoise, et désignant les pointes rocheuses de Rauba Capéu ; quartier de la Vieille-Ville (Vieux-Nice)

Quartier Carabacel - Paillon
Élevée au rang d'une avenue pour des raisons fiscales, cette rue permet de rejoindre la partie amont de la vallée du Paillon et le quartier Pasteur.

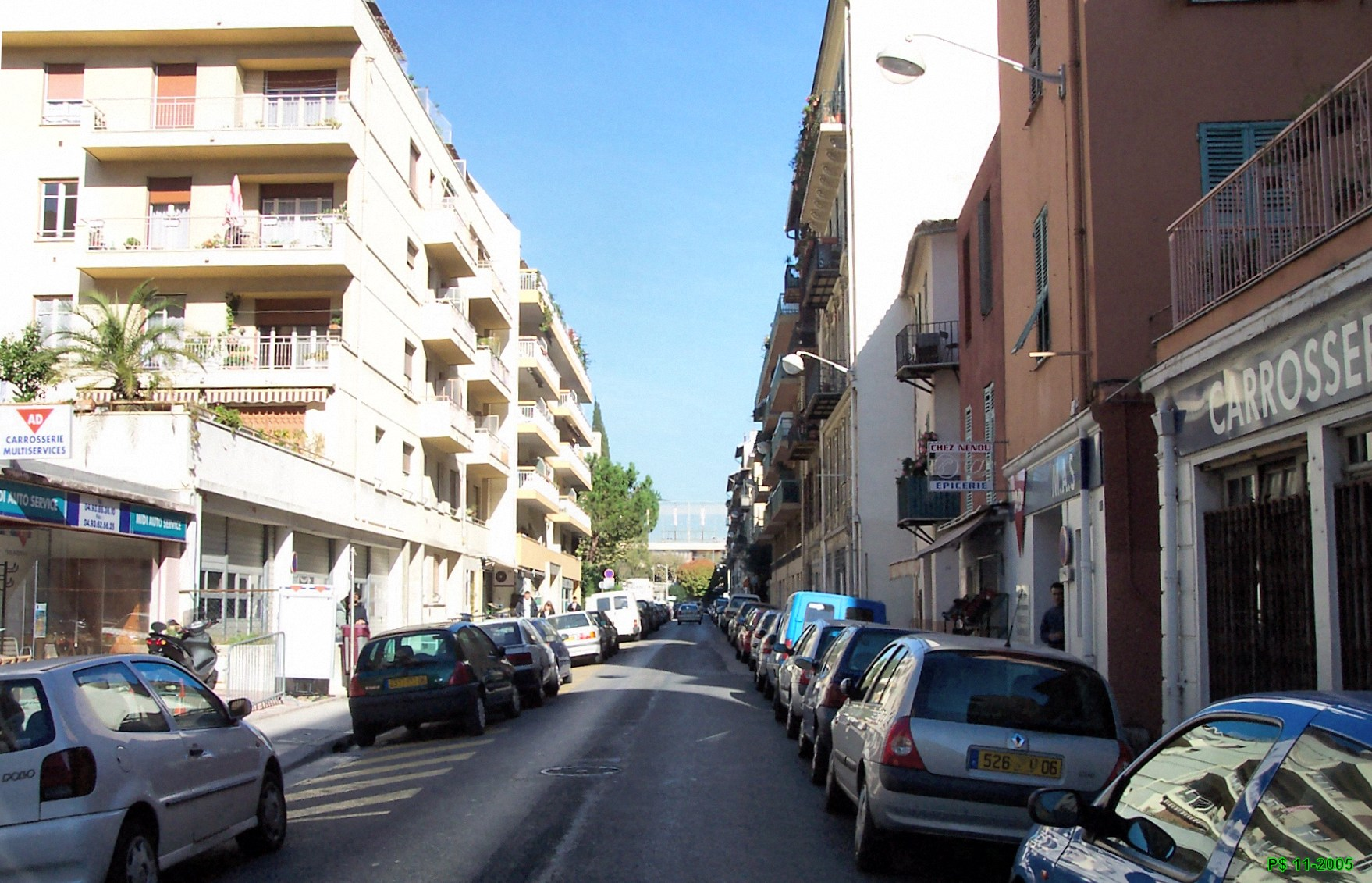
Avenue Pauliani. Direction N. Au fond, complexe Jean-Bouin (parking, piscine, terrains de sport in-door.

- Rue Père-Auguste-Valensin : entre quartier des baumettes et Musiciens
n°6 (coin de la rue Frédéric-Passy) : Palais New York, architectes : Milon de Peillon, Le Monnier DPLG ; entrepreneur A. Furia. Autre entrée au 4 rue Père Auguste Valensin.
- Rue Pertinax : quartier carabacel
n°20 : Palais Moderne
n°26 : Palais Pertinax : entrée « secondaire » au 2 rue Saint-Siagre
- Avenue de Pessicart : quartier du Piol
n°13 bis (au coin de l'avenue Eden-Park) : Palais des Deux Avenues

L'avenue débute du boulevard Gambetta, au niveau du passage à niveau et se prolonge par la route du même nom jusqu’à Saint Pancrace. Le quartier du Piol accueille (décembre 1883-mai 1884)
L’Exposition International de Nice: On y trouvait des pavillons et stands internationaux consacrés aux beaux-arts, à l’agriculture et à l’industrie, des cafés restaurants, kiosque à musique…, et toute la colline était éclairée par plus de 1500 lampes à incandescence.

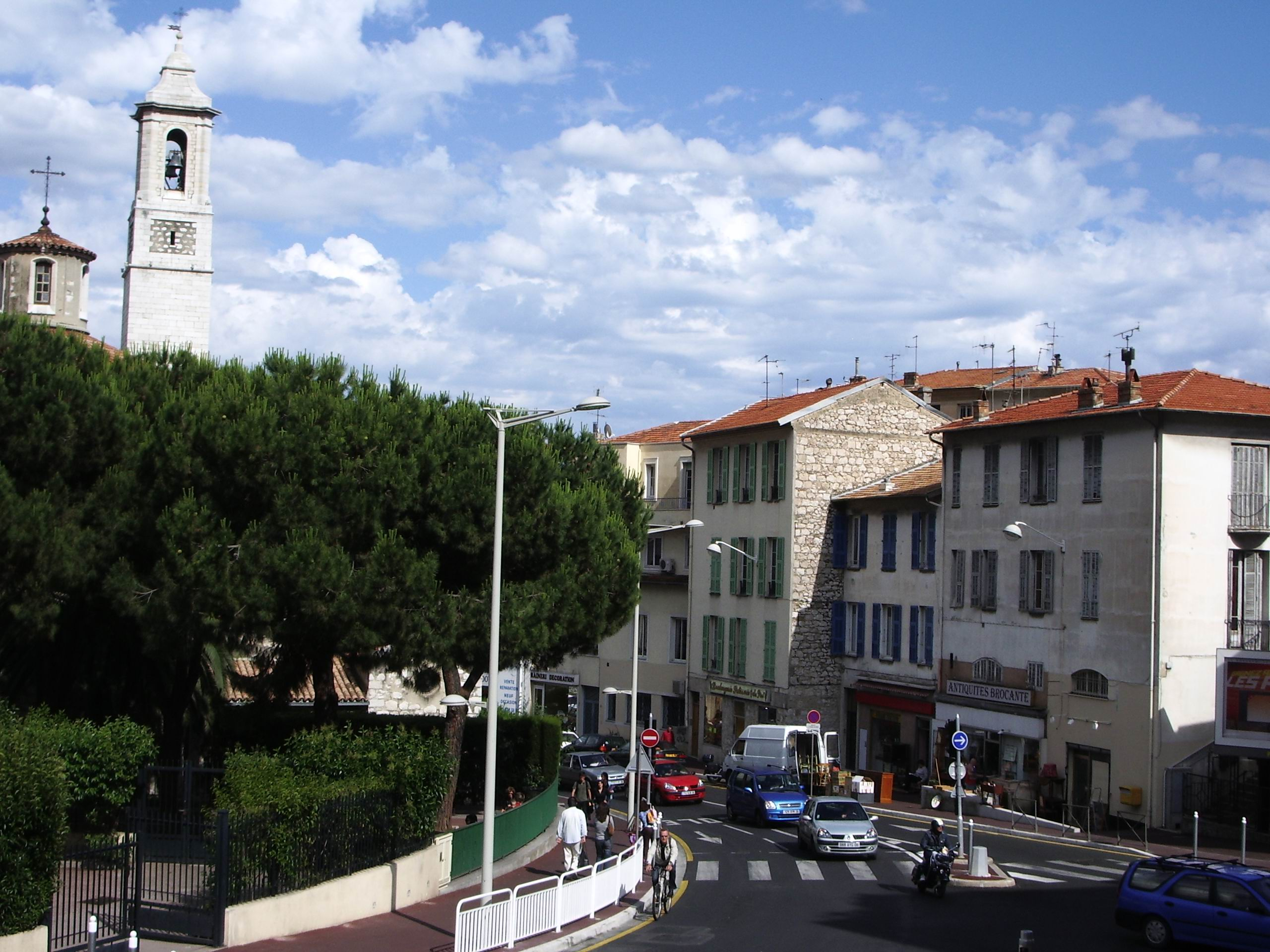
L'avenue de Pessicart avec à gauche le clocher de l'église St Paul et à droite le quartier du Piol.

- Avenue des Phocéens : quartier de la vieille-ville
voir au 19 rue Saint-François-de-Paule
- Boulevard Pied-de-Colline : devenu Pape-Jean-XXIII (boulevard) : 06300, quartier Saint-Roch
- Rue Pierre-Vogade : quartier du Ray
n°... : Palais François
- Rue Poincaré : anciennement rue Rosa-Bonheur : quartier des Baumettes, bord de mer
n°4 : Palais Rosa Bonheur : entrée de service au 163 rue de France ; H. Aubert architecte. Le nom du palais correspond à l'ancien nom de la rue. De plus la femme-peintre Rosa Bonheur a possédé un atelier à l'emplacement où a été construit le palais. Il existe en outre une école Rosa Bonheur à proximité du Palais (au 14 rue Louis de Coppet).
- Rue de la Préfecture : quartier de la Vieille-Ville (Vieux-Nice) ; a porté le nom de rue Impériale sous le Premier Empire et le Second Empire (1860-1870 à Nice). Cf. Rue de la Préfecture (Nice) sur Commons.
n°5 : Palais d’York ou Palais Spitalieri de Cessole
- Boulevard Prince-de-Galles : en l'honneur du futur Édouard VII qui séjourna à Nice - quartier de Cimiez.
- Promenade des Anglais : du fait du classement alphabétique retenu pour les voies de Nice voir à : Anglais (promenade des). Rappel :  06000 et 06200, quartier des Musiciens, quartier des Baumettes, etc.

- Rue Puget : quartier Saint-Maurice
n°11 : Le Plainpalais

| Sommaire : | - Précisions sur le classement - A - B - C - D - E - F - G - H - I - J - K - L - M - N - O - P - Q - R - S - T - U - V - W - X - Y - Z - Notes et références - Bibliographie |

## Q
- Avenue du Quinzième-Corps - Quartier Carabacel/Paillon

| Sommaire : | - Précisions sur le classement - A - B - C - D - E - F - G - H - I - J - K - L - M - N - O - P - Q - R - S - T - U - V - W - X - Y - Z - Notes et références - Bibliographie |

## R
- Raiberti : voir à Flaminius-Raiberti
- Boulevard Raimbaldi : quartier carabacel 
n°3 : Palais Raimbaldi

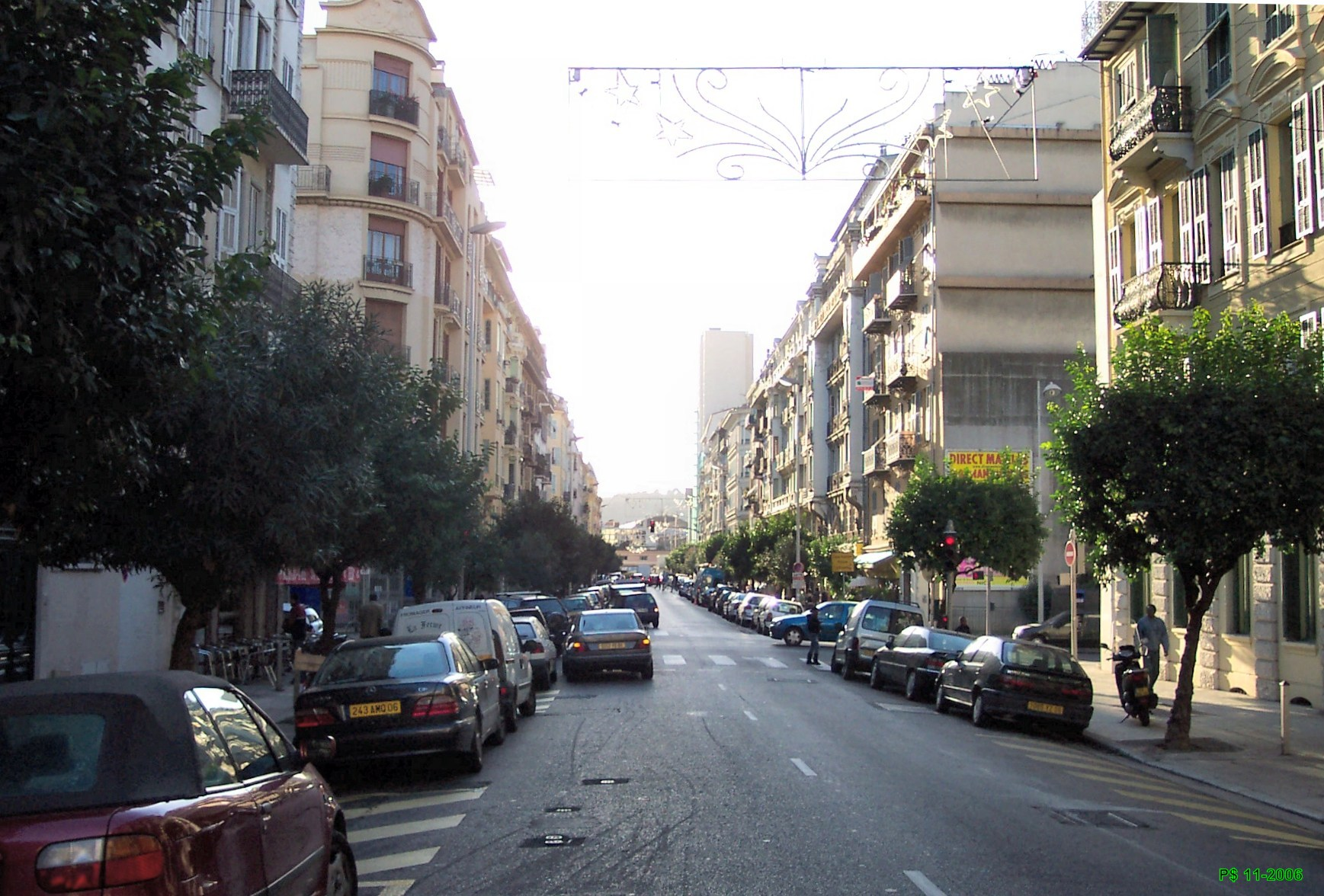

- Rue Raoul-Bosio : 06300. Anciennement rue de la Terrasse. Raoul Bosio (1913-1994) fut un élu niçois.
- Avenue Raymond-Comboul : quartier saint-lambert : anciennement partie de l'avenue Saint-Lambert :
n°16 : Palais Saint-Lambert : ancien nom de la rue
- Raynaud : voir à Auguste-Raynaud
- Reboux : voir à Paul-Reboux
- Boulevard René-Cassin : quartier arenas/ sainte-Hélène
n°14 : Palais Venus
- Rue Reine-Jeanne : la reine Jeanne, comtesse de Provence, fut célébrée par Frédéric Mistral - quartier Vernier
n°22 : Palais Minerva
n°24 : Palais Reine-Jeanne : rénovation en préparation (été 2005). Nom de la rue.
- Avenue de la République : antérieurement République (rue de la) : quartier de Riquier
n°7 : Palais Victor : la rue de la République a porté du vivant du monarque le nom de rue Victor en l'honneur du roi (1773) de Sardaigne Victor-Amédée III qui fit aménager ce qui était alors une porte de Nice
- Rue Ribotti : quartier de Riquier

- Boulevard du Righi : ancien nom du boulevard Mantega-Righi (quartier Mantega)
- Boulevard Riquier : quartier de Riquier
n° 1 : Palais Saluzzo C : entrée principale au [1] place Max-Barel. Image : Vue générale.
n°3 : Palais Martha
- Place Risso  : aujourd'hui place de l'Armée du Rhin ; Antoine Risso
- Boulevard Risso : quartier de Riquier : Antoine Risso
n°52 : Palais « Bella Nizza »
- Rue de Rivoli : le maréchal Masséna participa à la victoire de Rivoli : Quartier des Musiciens
n°1 : Palais Negresco : partie de l'hôtel Negresco devenue une copropriété
n°3 : Palais Lacourt : Hon. Pons architecte 1913 : groupe de lettres L et C entrelacées sur chacun des battants de la porte
n°12 : Palais Rivoli
n°25 : Palais Fortuna
- Roassal : voir à Clément-Roassal
- Rolland : voir à Romain-Rolland
- Avenue Romain-Rolland : quartier Liberation
n°17 : Palais Tanagra
n°20 : Palais Phebus
- Rue de Roquebillière (voir Roquebillière (homonymie) ) : quartier de Riquier
n°111 : Lou Palaï
- Avenue Rosa-Bonheur : cette avenue n'est pas vraiment proche de l'ancienne rue Rosa-Bonheur
- Rue Rosa-Bonheur  : aujourd'hui rue Poincaré
- Rue Rossini : quartier des Musiciens
n°2 (coin rue Alphonse-Karr) : Palais Alphonse-Karr : G. Messiah architecte DPLG, A. Rossi entr., 1936
n°4 : Palais Haydée : H. Aubert architecte
n°6 : Palais Ermione : H. Aubert architecte
n°8 : Palais Armida : H. Aubert architecte : Armida est un opéra de Rossini
n°15 bis : Palais Minerva : Gandolfo & Fils entrepreneurs, L. J. R. Barron - M. Bardi architectes
n°18 : Le Médicis indiqué sur une plaque. Pour les auteurs, c'est le Palais Médicis attribué à Dalmas et qui s'inspire fidèlement de la Renaissance italienne à son début.
n°31 : Tennis Palace
n°37 et 39 : Palais Rossini
n°51 : Palais de l'Union
n°54 : Palais Fossati
- Rue Rouget-de-L'Isle : quartier Saint-Lambert
n°15 (au coin de la rue Diderot) : Palais Diderot
- Rue de Russie : quartier des Musiciens
n°7 : Palais Madison

| Sommaire : | - Précisions sur le classement - A - B - C - D - E - F - G - H - I - J - K - L - M - N - O - P - Q - R - S - T - U - V - W - X - Y - Z - Notes et références - Bibliographie |

## S
- Avenue Saint-Aignan : quartier du port / Mt Boron
n°7 : Le Palais Rose
- Rue Sain-François-de-Paule : Quartier Vieille Ville (Vieux-Nice)
n°2 : palais des Ongran de Saint-Sauveur, famille dont l'origine et le fief sont à Saint-Sauveur-sur-Tinée : c'est l'un des palais du Vieux-Nice.
n°19 (au coin de la rue des Phocéeens) : Palais Albert Premier signalé par les auteurs : 1931, Guilgot et Marcel Dalmas architectes. Un jardin Albert Ier est situé de l'autre côté de l'avenue des Phocéens. Ce jardin Albert Ier honore le roi Albert Ier de Belgique. Il existe aussi un hôtel Albert 1er au 4 avenue des Phocéens.
- Rue Saint-Honoré : quartier Magnan inférieur/ Bd Carlone
n°2 : Palais St Honoré
- Rue Saint-Hospice : quartier du Vieux-Nice ; nommée en l’honneur de saint Hospice, ermite de la région de Nice

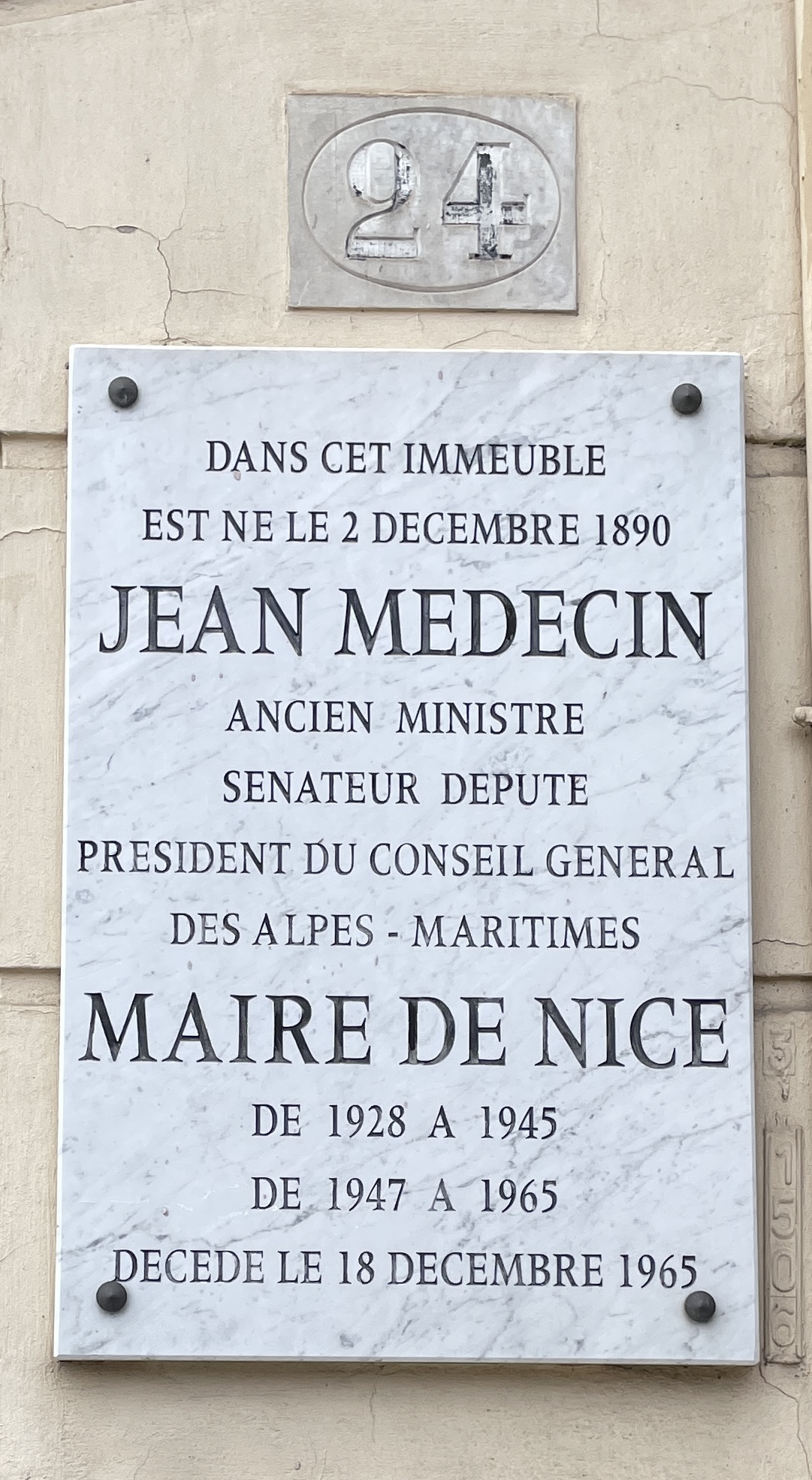
Plaque apposée au 24 de l'avenue Saint-Jean-Baptiste commémorant le lieu de naissance de Jean Médecin, député-maire de Nice

- Saint-Jean-Baptiste (aujourd'hui avenue, anciennement quai) :
n°24 : immeuble où est né Jean Médecin (plaque commémorative)
A l'angle avec la rue Alfred-Mortier: Église Notre-Dame-des-Grâces de Nice, aussi appelée Église Saint-Jean-Baptiste en raison de sa position, ou Église du Vœu

- Avenue Saint-Lambert : une partie de la rue a été renommée avenue Raymond-Comboul
- Ruelle Saint-Martin  - Vieille ville
- Place Saint-Maurice : aujourd’hui : place Alexandre-Médecin
- Rue Saint-Philippe : quartier des Baumettes, près de Gambetta
n°27 : Palais de Madrid
- Boulevard Saint-Roch : quartier Saint-Roch

- n°4 : Palais "Americ"

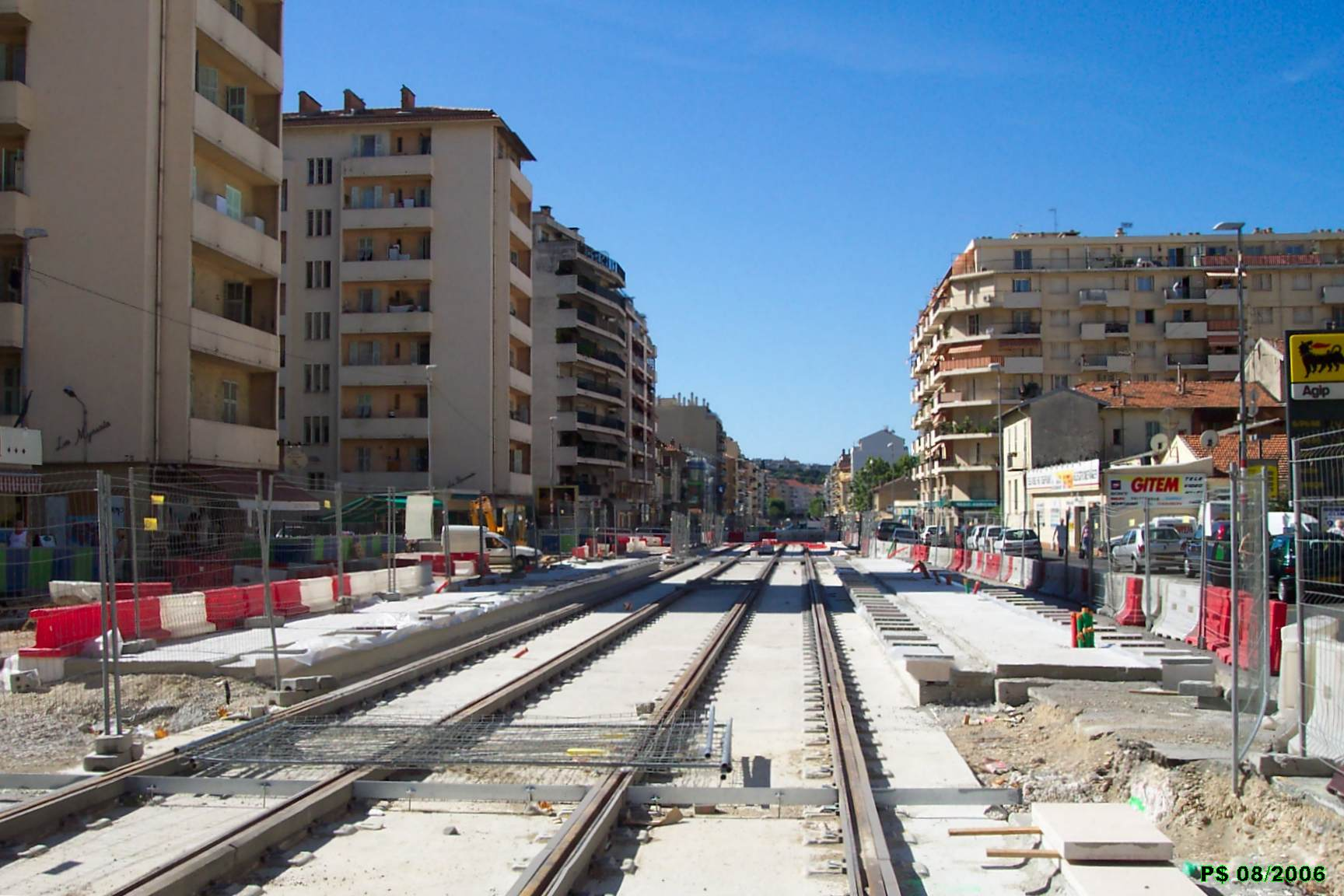
En direction du centre

- Rue Saint-Siagre : quartier Carabacel
n°2 : Palais Pertinax  : entrée « principale » au 26 rue Pertinax
- Rue Santa-Fior : quartier Saint-Maurice
n°2 : Palais Santa Fior
- Boulevard Sainte-Agathe : ancien nom du boulevard Général-Louis-Delfino jusqu'en 1969, du nom de la famille Guiglionda de Sainte-Agathe qui possédait le fief de Borgo Sant'Agata près d’Oneille en Ligurie
- Place Saluzzo : aujourd’hui place Max-Barel : général Annibal de Saluzzo (1776-1852) ou Annibal de Saluces
- Sappia : voir à : Henri-Sappia
- Avenue Shakespeare : quartier des Baumettes, entre St-Philippe et Gambetta
n°13 : Palais Ophelia (Ophélie est un personnage de la pièce de Shakespeare Hamlet). Dernier domicile de l'ancien maire de Courbevoie Honoré Victor (1863-1942)
n°15 : Palais Floralies
n°16 : Palais du Logis
n°18 : Palais du Home
- Rue Spitalieri : famille Spitalieri de Cessole : quartier Carabacel près Nice-Etoile
n°2 : Palais Graziella
n°2 ter : Le Palais Jocelyn
- Boulevard Stalingrad : 06300, quartier du Port. Le boulevard de l'Impératrice de Russie a pris le nom de boulevard Stalingrad pour célébrer la bataille de Stalingrad lorsque Virgile Barel était à la tête de la municipalité de Nice. Le boulevard de l'Impératrice de Russie honorait l'impératrice douairière Alexandra Feodorovna (née Charlotte de Prusse et veuve du tsar Nicolas Ier de Russie) qui séjourna à Nice et empruntait cette voie menant à Villefranche-sur-Mer, lieu d'embarquement pour la Russie. Après la chute du mur de Berlin, la municipalité de Nice voulut renommer le boulevard de Stalingrad en lui substituant le nom de  Lech Wałęsa (Lech Wałęsa) mais devant l'opposition de certaines associations d'anciens combattants on aboutit à un « jugement de Salomon » : une moitié du boulevard Stalingrad devint la rue Lech-Walesa tandis que l'autre moitié de la voie garda le nom de boulevard Stalingrad.
- Rue de Suisse : quartier des Musiciens
n°... : Palais Hunique : 1876
n°... : Maison Giberti vue générale, détail. NOTA : Sa jumelle homonyme se trouve à 50 mètres, rue d'Italie.
- Rue Sulzer : code postal 06300 : voir article Rue Sulzer.

| Sommaire : | - Précisions sur le classement - A - B - C - D - E - F - G - H - I - J - K - L - M - N - O - P - Q - R - S - T - U - V - W - X - Y - Z - Notes et références - Bibliographie |

## T
- Rue de la Terrasse. la rue de la Terrasse est devenue la rue Raoul-Bosio : 06300.
- Rue Thaon-de-Revel : quartier de Riquier
n°1 et 3 : Palais de l'Esplanade ; autre entrée au 3 boulevard Pierre-Sola ; entrée principale au 3 place de l'Armée du Rhin.
- Rue Théodore-de-Banville : quartier Libération
n°27 : Palais Théodore : nom du palais en rapport avec celui de la rue.
- Rue Théodore-Gasiglia : quartier de Riquier, début de numérotation de la rue au 18 depuis la construction du centre commercial TNL
- Rue Thérésa : devenue l'avenue Fragonard
- Avenue Thiers : la rue honore en fait Adolphe Thiers : Quartier des Musiciens
n°43-45 : Palais Thiers
- Rue Tonduti-de-l'Escarène anciennement Tondut de l'Escarène (rue) : quartier Carabacel :
n°2 : les auteurs (Hervé Barelli) parlent du Palais Audibert de Saint-Étienne ou Palais Renaud de Falicon. Palais construit en 1844-1847 par la famille Audibert possédant le fief de Saint-Étienne-de-Tinée et passé par mariage à la famille Renaud de Falicon (fief à Falicon). Le mode de désignation du bâtiment est semblable à celui des palais du Vieux-Nice.
- Rue Torrini : quartier libération / vernier
n°1 : Palais Torrini
- Chemin Tour-de-Bellet : quartier de Saint-Romans de Bellet
domaine de Clerverland : Palais Saint Alban (Annuaire du téléphone 2004).
- Rue Trachel : du nom d'une famille de peintres niçois : quartier Saint-Etienne
n°8 (angle rue de Dijon) : Palais Galatée
n°14 : Palais Bellecour : 1930 : à proximité du square Bellecour
n°22 : Palais Phidias
n°22 bis : Palais Celina
n°34 et 36 : Palais Saint-Étienne : à proximité de l'église Saint-Étienne, le quartier portant le nom de Saint-Étienne. Plus particulièrement le Palais Saint-Étienne fait approximativement face au square Colonel Jeanpierre qui a porté le nom de square Saint-Étienne.
- Boulevard Tzarewitch : nom donné en l'honneur du tsarévitch Nicolas Alexandrovitch (fils du tsar Alexandre II) qui mourut à Nice en 1865 et à proximité immédiate de ce boulevard : quartier Tzarewitch :
n°15 : Palais Alexandra. Le nom du palais est peut-être en rapport avec l'impératrice Alexandra Feodorovna (épouse du tsar Nicolas Ier) qui séjourna à Nice
n°19 : Palais Victoria.
n°25, n°27 et n°29 : Palais Tzarevitch : nom de la voie
n°35 : Palais Florine
n°33 : Palais Aurore : entrée principale au 113 boulevard François Grosso. Il existe une rue de l'Aurore à proximité.
n°43 : Imperial Palace. Le qualificatif d' Imperial est en accord avec le nom de la voie.

| Sommaire : | - Précisions sur le classement - A - B - C - D - E - F - G - H - I - J - K - L - M - N - O - P - Q - R - S - T - U - V - W - X - Y - Z - Notes et références - Bibliographie |

## V
- Valensin : voir à Père-Auguste-Valensin
- chemin du Vallon-de-Barla : quartier Fabron (Bas Fabron)
- Avenue Valrose : quartier Saint-Maurice/Valrose. Code postal 06100.
n°37 : Le Palais de Valrose : proximité immédiate avec le château de Valrose
- Impasse Valrose : dans l’avenue Valrose, sans issue. Code postal 06100.
- Petit chemin de Valrose : de l’avenue Ferrix à l’avenue Valrose. Code postal 06100.
- Rue Valrose : devenue la rue Van-Derwies ; voir à : Von Derwies (rue)
- Rue Veillon : quartier Libération
n°4 : Palais Moderne
- Rue Verdi : porte le nom de Giuseppe Verdi : quartier des Musiciens
N°2 et 2 bis : Palais de la Régence
n°6 : Palais Concordia : édifié par Les Cottages Français, 1928, Martin et Palmero architectes
n°15 : lieu de naissance d'Yves Klein, dans l'appartement des parents de sa mère, Marie Raymond[7]
n°21 : Palais Yolande : la plaque indique aussi : Maison Gaiermo
n°24 et 26 : Palais Mireille
n°28-30 : Palace Verdi
n°31 : les auteurs signalent un palais Jean Hugues, 1925, dû à Jean-Baptiste Bonifassi ; Jean est le fils de Jacques (voir au n°33 de la rue). Lettres J et H entrelacées sur la façade où une plaque indique simplement : Jean Hugues entrepreneur Nice.
n°33 : angle du 12 rue Guiglia : les auteurs signalent un palais Jacques Hugues, 1908, dû à Jean-Baptiste Bonifassi.
n°40 : Sémiramis sur la façade mais Palais Sémiramis pour l'Annuaire du téléphone 2004. Semiramide est un opéra (non de Verdi mais) de Rossini dont la rue est proche. Des auteurs (Michel Stève) parlent de l’immeuble Sémiramis.
n°42 (coin rue Louise Ackermann) : Civalleri & Delserre architectes, 1910. Pas de nom sur la façade mais les auteurs parlent du palais Paschetta.
- Rue Vernier : quartier Saint-Etienne

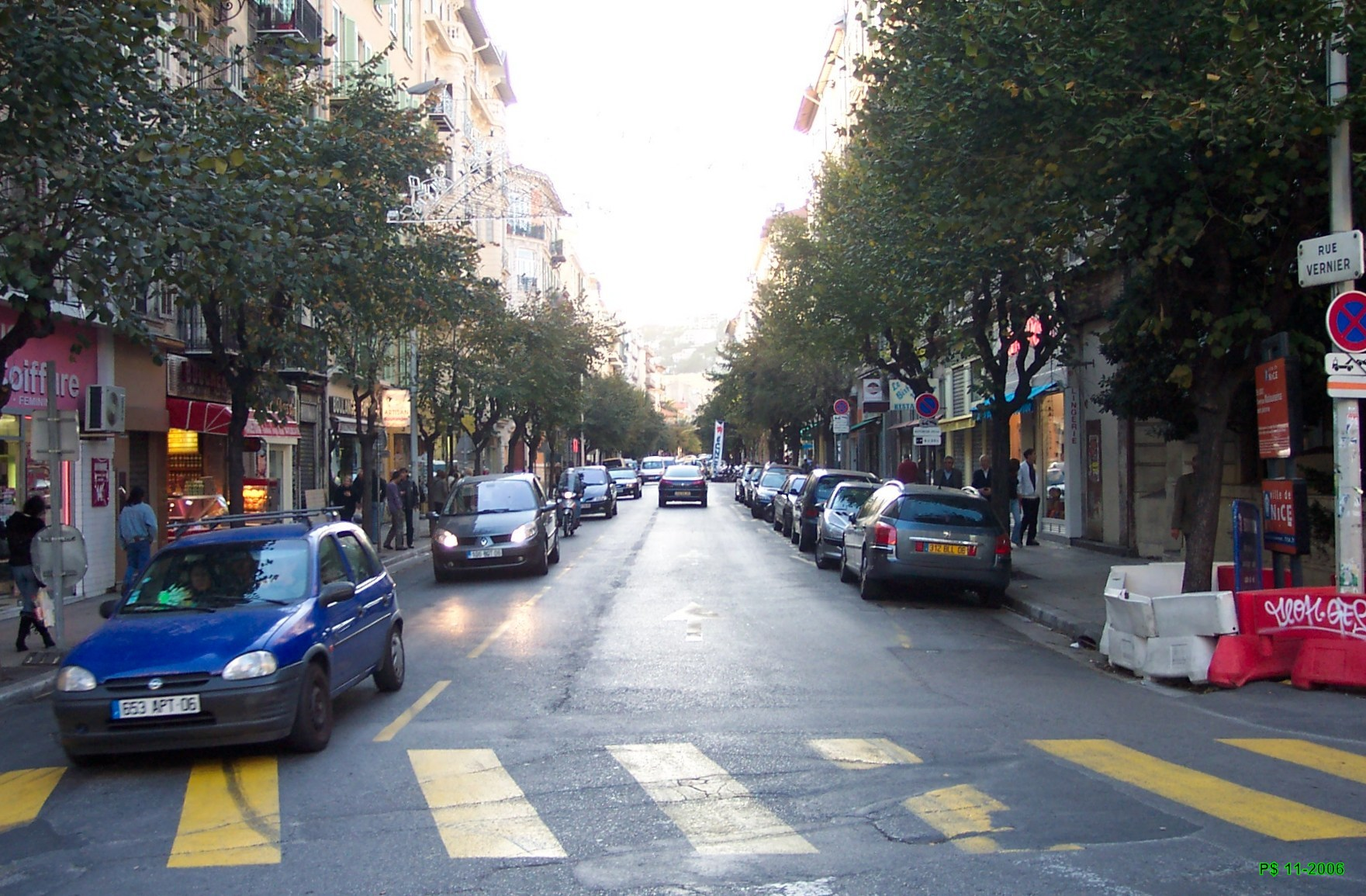
En direction de l'ouest, vers le boulevard Gambetta

- n°6 : Palais Vernier. Nom de la rue.
n°38 : Palais Les Acacias
- Boulevard Victor-Hugo : quartier des Musiciens
n°5 : Palais Donadei B : Dalmas architecte : autres entrées au n°7, au n°2 rue Raynardi et aux n° 8 et 10 rue du Maréchal-Joffre. Le pâté rue Eugène-Emanuel, boulevard Victor-Hugo, rue Raynardi et rue du Maréchal-Joffre présente une unité architecturale mais chacun des palais Donadei garde son individualité.
n°7 : Palais Donadei A : entrée principale au n°5
n°20 : Palais d'Azurie : H. Aubert architecte
n°27 : Palais Marie : Georges Dikansky architecte DESA
n°45 (au coin de la rue Meyerbeer) : Palais Meyerbeer. Photos : Situation, Détail de l'entrée.
n°47 : Palais Victor Hugo. Photos : Situation, Détail de l'entrée.
n°53 : Les Mimosas : René Livieri architecte 1938, Mr J. Brunet entrepreneur. Palais Les Mimosas pour l'Annuaire du téléphone 2004.
n°54 : Palais du Square : autre entrée 2 rue Guiglia. Situé à proximité du jardin Alsace-Lorraine.
n°55 : Palais Esmeralda : en rapport avec le nom de rue : Esméralda est une héroïne de Victor Hugo
n°59 : Palais Yolande
- Ville : voir à Georges-Ville
- Avenue Villermont : du nom d'un propriétaire : quartier Libération :
n°16 : Palais Villermont
n°35 : Palais Santoni de Suzzoni
- Carrefour du Vingt-Huit-Août : c’est à l’emplacement de ce carrefour du Vingt-Huit-Août ou carrefour du 28-Août qu’eurent lieu le 28 août 1944 des combats pour la libération de Nice
- Boulevard Virgile-Barel : anciennement partie du boulevard Saint-Roch : quartier Saint-Roch

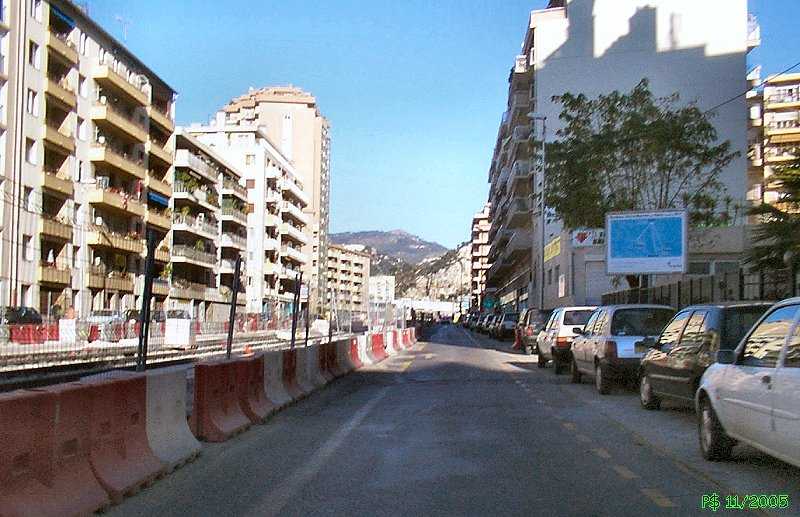
Le début du boulevard Virgile-Barel en direction du Nord

- n°56 (autre entrée au 1 rue des Orangers) : Palais Noradinett, lettres A et D entrelacées sur les portes
- Vogade : voir à Pierre-Vogade
- Rue Von-Derwies (rue) : anciennement rue Valrose. Porte le nom de Paul von Derwies (1826-1881) pour qui fut construit le château de Valrose. Va de l’avenue Borriglione 40 à l’avenue Saint-Lambert 111. Code postal : 06100.

| Sommaire : | - Précisions sur le classement - A - B - C - D - E - F - G - H - I - J - K - L - M - N - O - P - Q - R - S - T - U - V - W - X - Y - Z - Notes et références - Bibliographie |

## W
- Walesa : voir à Lech-Walesa - quartier du port

| Sommaire : | - Précisions sur le classement - A - B - C - D - E - F - G - H - I - J - K - L - M - N - O - P - Q - R - S - T - U - V - W - X - Y - Z - Notes et références - Bibliographie |

## Z

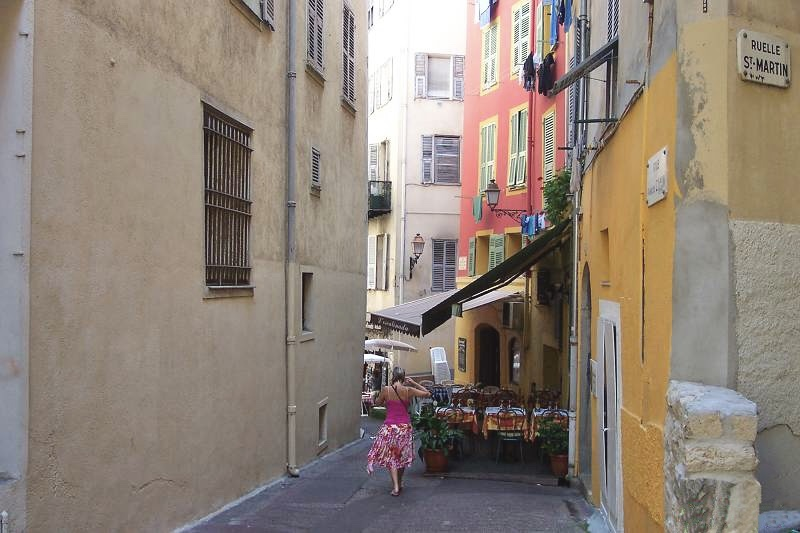
La rue Zanin

- Rue Zanin et place Zanin - Vieille ville

Cette rue piétonne grimpe dans un quartier tranquille.
- Ziem : voir à Félix-Ziem
- Zola : voir à Émile-Zola

| Sommaire : | - Précisions sur le classement - A - B - C - D - E - F - G - H - I - J - K - L - M - N - O - P - Q - R - S - T - U - V - W - X - Y - Z - Notes et références - Bibliographie |